# Império Inca
Império Inca (em quíchua:  Tawantinsuyu, lit. "quatro partes juntas") foi o maior império da América pré-colombiana. O centro administrativo, político e militar do império ficava na cidade de Cusco. A civilização inca surgiu nas terras altas do Peru em algum momento do início do século XIII. Seu último reduto foi conquistado pelos espanhóis em 1572.
De 1438 a 1533, os incas incorporaram grande parte do oeste da América do Sul, centrado na Cordilheira dos Andes, utilizando a conquista e a assimilação pacífica, entre outros métodos. Em sua maior parte, o império juntou o território do Peru, oeste do Equador, oeste e centro-sul da Bolívia, noroeste da Argentina, uma grande parte do que hoje é o Chile e a ponta mais sudoeste da Colômbia em um estado comparável aos impérios históricos da Eurásia. Sua língua oficial era o quíchua. Muitas formas locais de adoração persistiram no império, a maioria delas concernente às sagradas Huacas locais, mas a liderança inca encorajou a adoração de Inti — sua deidade solar — e impôs sua soberania sobre outros cultos como o de Pachamama. Os incas consideravam seu rei, o Sapa Inca, o "filho do sol".
O Império Inca foi único por não ter muitas das características associadas às civilizações no Velho Mundo. O antropólogo Gordon McEwan escreveu que os incas foram capazes de construir "um dos maiores Estados imperiais da história humana" sem o uso da roda, de animais de tração, conhecimento de ferro ou aço ou mesmo um sistema de escrita". As características notáveis do Império Inca incluem a sua monumental arquitetura, especialmente cantaria, sua extensa rede de estradas que atingia todos os cantos do império, seus tecidos sofisticados, seu uso de cordas atadas (quipu) para a manutenção de registros e comunicação, suas inovações agrícolas em um ambiente difícil e sua organização e gestão imperial.
O Império Inca funcionou em grande parte sem dinheiro e sem mercados. Em vez disso, a troca de bens e serviços era baseada na reciprocidade entre indivíduos, grupos e governantes incas. Os "impostos" consistiam em uma obrigação trabalhista de uma pessoa para com o império. Os governantes incas (que teoricamente possuíam todos os meios de produção) retribuíam concedendo acesso à terra e bens e fornecendo comida e bebida em festas comemorativas para seus súditos.

## Etimologia
Os incas se referiam ao seu império como Tawantinsuyu, "os quatro suyu". Em quíchua, tawa é quatro e -ntin é um sufixo que designa um grupo, de modo que um tawantin é um quarteto, um grupo de quatro coisas juntas, neste caso os quatro suyu ("regiões" ou "províncias") cujos cantos se encontravam na capital. Os quatro suyu eram: Chinchaysuyu (norte), Antisuyu (leste; a selva amazônica), Qullasuyu (sul) e Kuntisuyu (oeste). O nome Tawantinsuyu era, portanto, um termo descritivo que indica uma união de províncias. O espanhol transliterou o nome como Tahuatinsuyo ou Tahuatinsuyu.
O termo Inka significa "governante" ou "senhor" em quíchua e era usado para se referir à classe dominante ou à família governante. Os incas em si compunham uma porcentagem muito pequena da população total do império, provavelmente numerando apenas 15 mil a 40 mil indivíduos, mas governando uma população de cerca de 10 milhões de pessoas. Os espanhóis adotaram o termo (transliterado como Inca em espanhol) para se referir a todos os súditos do império, ao invés de simplesmente à classe dominante. Como tal, o nome Imperio inca ("Império Inca") se referia à nação que eles encontraram e subsequentemente conquistaram.

## História

### Antecedentes

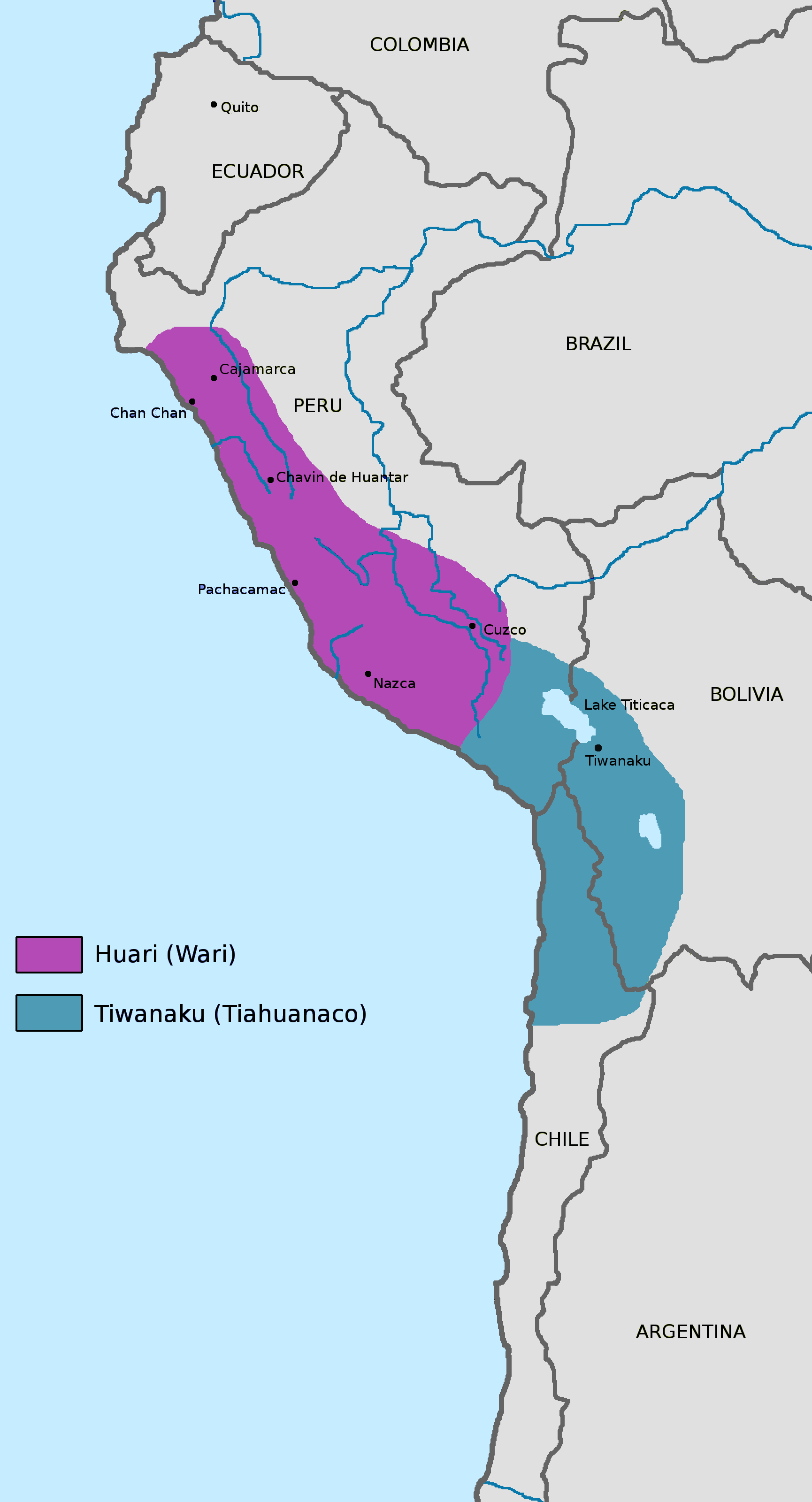
Império de Tiauanaco-Huari

O Império Inca foi o último capítulo de milhares de anos das civilizações andinas. A civilização andina foi uma das cinco civilizações do mundo consideradas pelos estudiosos como "intocada", ou seja, indígena e não derivada de outras civilizações.
O Império Inca foi precedido por dois impérios de grande escala nos Andes: o Tiwanaku (c. 300–1100), baseado em volta do Lago Titicaca e Tiauanaco-Huari (c. 600–1100) centrado perto da cidade de Ayacucho. Os huari ocuparam a área de Cuzco por cerca de 400 anos. Assim, muitas das características do Império Inca derivaram de culturas andinas multiétnicas e expansivas de eras anteriores.
Carl Troll argumentou que o desenvolvimento do Estado inca na região central dos Andes foi auxiliado por condições que permitem a elaboração do alimento básico chuño, que pode ser armazenado por longos períodos, já que é feito de batata desidratada nas temperaturas congelantes comuns nas noites das terras altas do sul do Peru. Essa ligação entre o Estado inca e o chuño pode ser questionada, já que a batata e outras safras, como o milho, também podem ser secas apenas com a luz solar. Troll também argumentou que as lhamas, o animal de carga dos incas, podem ser encontradas em maior número nesta mesma região. Vale a pena considerar que a extensão máxima do Império Inca coincidiu aproximadamente com a distribuição de lhamas e alpacas na América pré-hispânica. A ligação entre os biomas andinos de puna e páramo, o pastoralismo e o Estado inca é uma questão em estudo. Como um terceiro ponto, Troll apontou a tecnologia de irrigação como vantajosa para a construção do Estado inca. Enquanto Troll teorizava as influências ambientais no Império Inca, ele se opôs ao determinismo ambiental, argumentando que a cultura estava no cerne da civilização inca.

### Origem

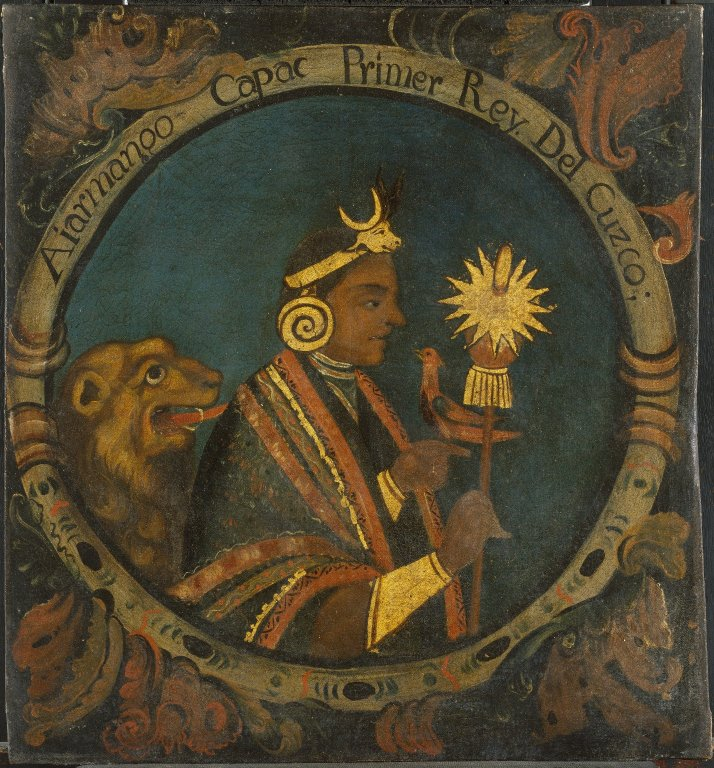
Manco Cápac, primeiro inca, um de 14 retratos de reis incas, provavelmente meados do século XVIII. Óleo sobre tela. Museu do Brooklyn

O povo inca era uma tribo pastoral na região de Cusco por volta do século XII. A história oral peruana conta a história da origem de três cavernas. A caverna central em Tampu T'uqu (Tambo Tocco) foi nomeada Qhapaq T'uqu ("nicho principal", também escrito Capac Tocco). As outras cavernas foram Maras T'uqu (Maras Tocco) e Sutiq T'uqu (Sutic Tocco). Quatro irmãos e quatro irmãs saíram da caverna do meio. Eles foram: Ayar Manco, Ayar Cachi, Ayar Awqa (Ayar Auca) e Ayar Uchu; e Mama Ocllo, Mama Raua, Mama Huaco e Mama Qura (Mama Cora). Das cavernas laterais vieram as pessoas que seriam os ancestrais de todos os clãs incas.
Ayar Manco carregava um bastão mágico feito do melhor ouro. Onde esse cajado pousasse, as pessoas viveriam. Eles viajaram por muito tempo. No caminho, Ayar Cachi se gabou de sua força e poder. Seus irmãos o enganaram para que voltasse à caverna para pegar uma lhama sagrada. Quando ele entrou na caverna, eles o prenderam para se livrar dele.
Ayar Uchu decidiu ficar no topo da caverna para observar o povo inca. No minuto em que ele proclamou isso, ele se transformou em pedra. Eles construíram um santuário ao redor da pedra e ela se tornou um objeto sagrado. Ayar Auca se cansou de tudo isso e decidiu viajar sozinho. Apenas ele e suas quatro irmãs permaneceram.
Finalmente, eles chegaram a Cusco. O cajado afundou no chão. Antes de chegarem, Mama Ocllo já havia dado à luz um filho de Ayar Manco, Sinchi Roca. Os povos que já moravam em Cusco lutaram muito para manter suas terras, mas Mama Huaca era uma boa lutadora. Quando o inimigo atacou, ela jogou sua boleadeira (várias pedras amarradas que giraram no ar quando atiradas) em um soldado (gualla) e o matou instantaneamente. Os outros povos ficaram com medo e fugiram.
Depois disso, Ayar Manco ficou conhecido como Manco Cápac, o fundador dos incas. Diz-se que ele e suas irmãs construíram as primeiras casas incas no vale com suas próprias mãos. Quando chegou a hora, Manco Cápac se transformou em pedra como seus irmãos antes dele. Seu filho, Sinchi Roca, tornou-se o segundo imperador inca.

Expansão inca (1438–1533)

Sob a liderança de Manco Cápac, os incas formaram a pequena cidade-Estado do Reino de Cusco (quíchua: Qusqu ', Qosqo). Em 1438, eles começaram uma expansão de longo alcance sob o comando do Sapa Inca (líder supremo) Pachacuti-Cusi Yupanqui, cujo nome significa "abanador da terra". O nome de Pachacuti foi dado a ele depois que ele conquistou a tribo dos chancas (atual apurímac). Durante seu reinado, ele e seu filho Tupac Yupanqui colocaram grande parte do atual território do Peru sob controle inca.

### Reorganização e formação
Pachacuti reorganizou o reino de Cusco no Tahuantinsuyu, que consistia em um governo central com os incas à frente e quatro governos provinciais com líderes fortes: Chinchasuyu (NO), Antisuyu (NE), Kuntisuyu (SO) e Qullasuyu (SE). Acredita-se que Pachacuti tenha construído Machu Picchu, seja como uma casa de família ou um retiro de verão, embora possa ter sido uma estação agrícola.
Pachacuti enviou espiões às regiões que queria em seu império e eles traziam relatórios sobre organização política, poderio militar e riqueza. Ele então enviou mensagens a seus líderes exaltando os benefícios de ingressar em seu império, oferecendo-lhes presentes de produtos de luxo, como tecidos de alta qualidade, e prometendo que seriam materialmente mais ricos na condição de seus súditos.
A maioria aceitou o governo inca como um fato consumado e concordou pacificamente. A recusa em aceitar o domínio inca resultou em conquista militar. Após a conquista, os governantes locais eram executados. Os filhos do governante foram trazidos a Cusco para aprender sobre os sistemas de administração inca e depois voltar para governar suas terras nativas. Isso permitia doutriná-los na nobreza inca e, com sorte, casar suas filhas em famílias em vários cantos do império.

### Expansão e consolidação
Tradicionalmente, o filho do governante inca liderava o exército. O filho de Pachacuti, Túpac Inca Yupanqui, começou conquistas ao norte em 1463 e continuou como governante após a morte de Pachacuti em 1471. A conquista mais importante de Túpac Inca foi o Reino de Chimú, o único rival relevante dos incas na costa peruana. O império de Túpac Inca então passou a se estender ao norte até o Equador e a Colômbia dos dias atuais.
O filho de Túpac Inca, Huayna Cápac, acrescentou uma pequena porção de terra ao norte do atual Equador. Em seu auge, o Império Inca incluiu o Peru, oeste e centro-sul da Bolívia, o sudoeste do Equador e grande parte do que hoje é o Chile, ao norte do rio Maule. A historiografia tradicional afirma que o avanço para o sul foi interrompido após a Batalha do Maule, onde encontraram resistência determinada dos mapuches. Essa visão é contestada pelo historiador Osvaldo Silva, que argumenta, em vez disso, que foi a estrutura social e política dos mapuches que representou a principal dificuldade para impor o domínio imperial. Silva aceita que a Batalha do Maule foi um impasse, mas argumenta que os incas não tinham incentivos para a conquista que tinham quando lutavam contra sociedades mais complexas como o Reino Chimú. Silva também contesta a data dada pela historiografia tradicional para a batalha: o final do século XV durante o reinado de Topa Inca Yupanqui (1471-93). Em vez disso, ele a coloca em 1532 durante a Guerra Civil Inca. No entanto, Silva concorda com a afirmação de que a maior parte das conquistas incas foram feitas durante o final do século XV. Na época da Guerra Civil Inca, um exército inca estava, segundo Diego de Rosales, subjugando uma revolta entre os diaguitas de Copiapó e Coquimbo. 
O avanço do império na Bacia Amazônica perto do rio Chinchipe foi interrompido pelos shuaras em 1527. O império se estendeu da Argentina até a Colômbia. No entanto, a maior parte da porção sul do império Inca, a porção denominada Qullasuyu, estava localizada no Altiplano.

O Império Inca foi um amálgama de línguas, culturas e povos. Nem todos os componentes do império eram uniformemente leais, nem todas as culturas locais totalmente integradas. O Império Inca como um todo tinha uma economia baseada na troca e tributação de bens de luxo e trabalho. A seguinte citação descreve um método de tributação:
Pois, como é bem sabido por todos, nem uma única aldeia das terras altas ou das planícies deixou de pagar o tributo cobrado por aqueles que estavam encarregados desses assuntos. Houve até províncias onde, quando os índios alegaram que não podiam pagar seu tributo, o inca ordenou que cada habitante fosse obrigado a devolver a cada quatro meses uma pena grande cheia de piolhos vivos, que era a forma dos incas de ensiná-los e acostumá-los a prestar homenagem.

### Guerra Civil Inca e conquista espanhola

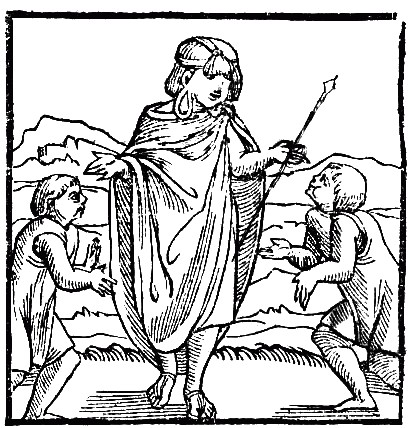
A primeira imagem do imperador inca na Europa, Pedro Cieza de León, Crónica del Perú, 1553

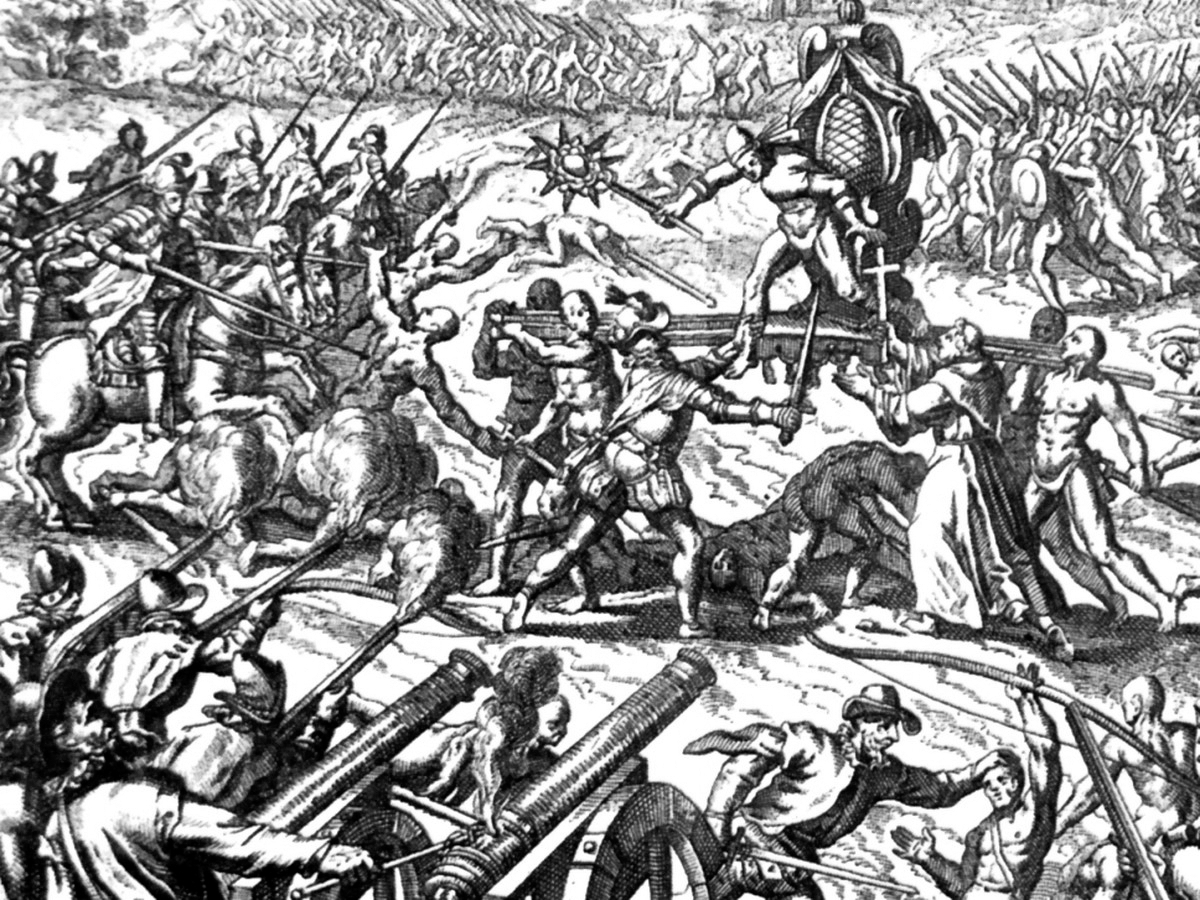
Imagem retratando o Massacre de Cajamarca, que deixou milhares de nativos mortos

Os conquistadores espanhóis liderados por Francisco Pizarro e seus irmãos exploraram o sul do que hoje é o Panamá, chegando ao território inca em 1526. Era claro que haviam chegado a uma terra rica com perspectivas de grandes tesouros e, após outra expedição em 1529, Pizarro viajou para a Espanha e recebeu a aprovação real para conquistar a região e ser seu vice-rei. Essa aprovação foi recebida conforme detalhado na seguinte citação: “Em julho de 1529, a Rainha da Espanha assinou uma carta que permitia a Pizarro conquistar os incas. Pizarro foi nomeado governador e capitão de todas as conquistas no Peru, ou Nova Castela, como os espanhóis agora chamavam a terra." 
Quando os conquistadores retornaram ao Peru em 1532, uma guerra de sucessão entre os filhos de Sapa Inca Huayna Capac, Huáscar e Atahualpa, e a agitação entre os territórios recém-conquistados enfraqueceram o império. Talvez mais importante, doenças como a varíola, a gripe, o tifo e o sarampo também se espalharam pela América Central através dos europeus.
As forças lideradas por Pizarro consistiam em 168 homens, um canhão e 27 cavalos. Os conquistadores portavam lanças, arcabuzes, armaduras de aço e espadas longas. Em contraste, os incas usavam armas feitas de madeira, pedra, cobre e bronze, enquanto usavam uma armadura de fibra de alpaca, o que os colocava em desvantagem tecnológica significativa — nenhuma de suas armas poderia perfurar a armadura de aço espanhola. Além disso, devido à ausência de cavalos nas Américas, os incas não desenvolveram táticas para lutar contra a cavalaria. No entanto, os incas ainda eram guerreiros eficazes, sendo capazes de lutar com sucesso contra os mapuches, que mais tarde derrotariam estrategicamente os espanhóis à medida que eles se expandiam mais ao sul.
O primeiro confronto entre incas e espanhóis foi a Batalha de Puná, perto da atual Guayaquil, no Equador, na costa do Pacífico; Pizarro então fundou a cidade de Piura em julho de 1532. Hernando de Soto foi enviado ao interior para explorar o interior e voltou com um convite para conhecer o inca Atahualpa, que havia derrotado seu irmão na guerra civil e repousava em Cajamarca com seu exército de 80 mil soldados, que no momento estavam armados apenas com ferramentas de caça (facas e lassos para caçar lhamas).
Pizarro e alguns de seus homens, principalmente um frade chamado Vincente de Valverde, encontraram-se com o inca, que trouxera apenas um pequeno séquito. O imperador inca ofereceu-lhes chicha cerimonial em uma taça de ouro, que os espanhóis rejeitaram. O intérprete espanhol, Frei Vicente, leu o "requerimiento" que exigia que ele e seu império aceitassem o governo do rei Carlos I da Espanha e se convertessem ao cristianismo. Atahualpa descartou a mensagem e pediu que eles fossem embora. Depois disso, os espanhóis começaram seu ataque contra os incas, em sua maioria desarmados, e capturaram Atahualpa como refém.
Atahualpa ofereceu aos espanhóis ouro suficiente para encher a sala em que estava preso e o dobro dessa quantidade em prata. Os incas cumpriram este resgate, mas Pizarro os enganou, recusando-se a libertar o imperador. Durante a prisão de Atahualpa, Huáscar foi assassinado em outro lugar. Os espanhóis sustentaram que isso ocorreu por ordem de Atahualpa; isto foi usado como uma das acusações contra Atahualpa quando os espanhóis finalmente o executaram, em agosto de 1533.
Embora a "derrota" frequentemente implique uma perda indesejada na batalha, grande parte da elite inca "na verdade deu as boas-vindas aos invasores espanhóis como libertadores e de boa vontade se acomodou com eles para compartilhar o domínio dos fazendeiros e mineiros andinos".

### Últimos incas

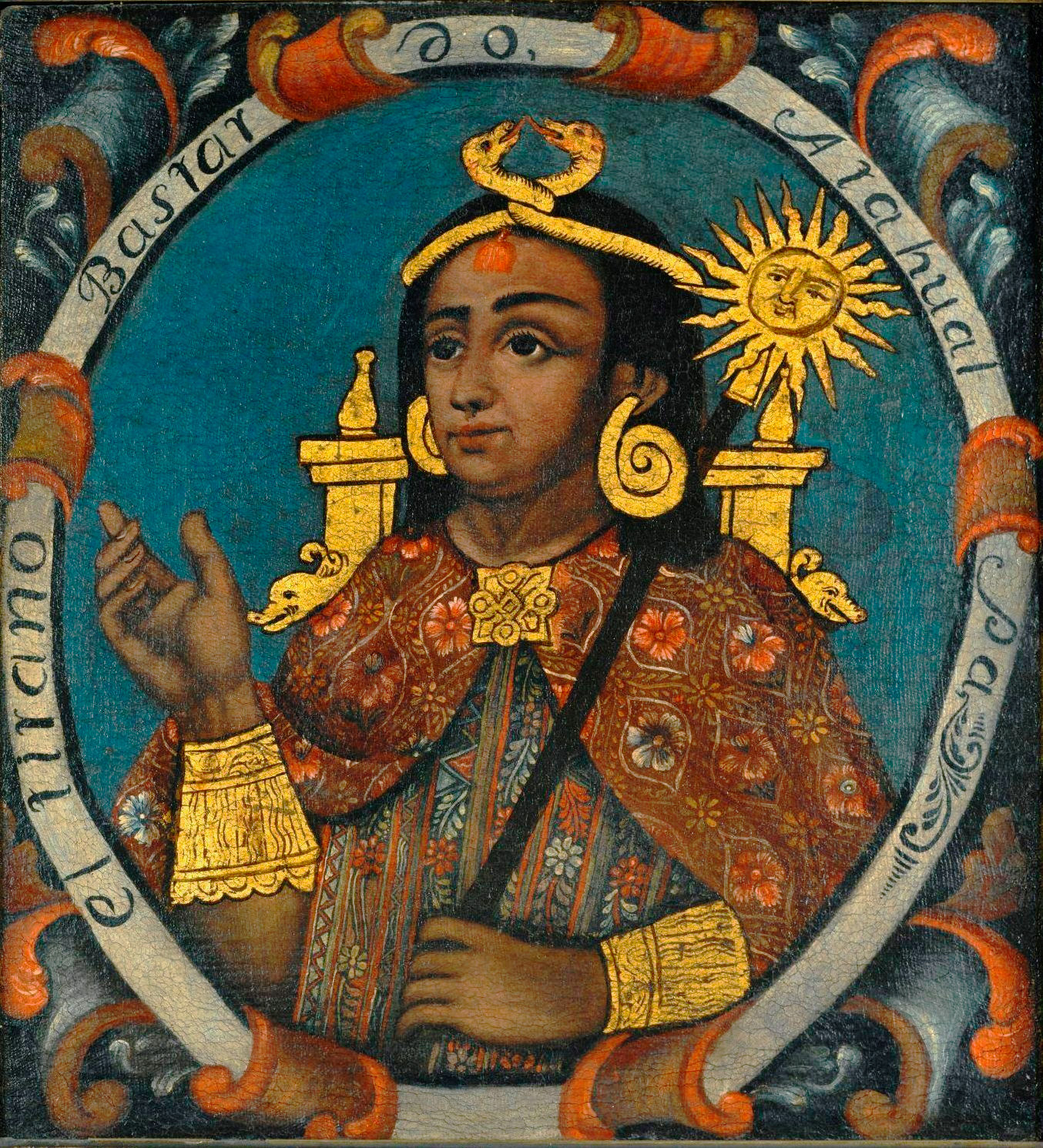
Atahualpa, o último Imperador Inca

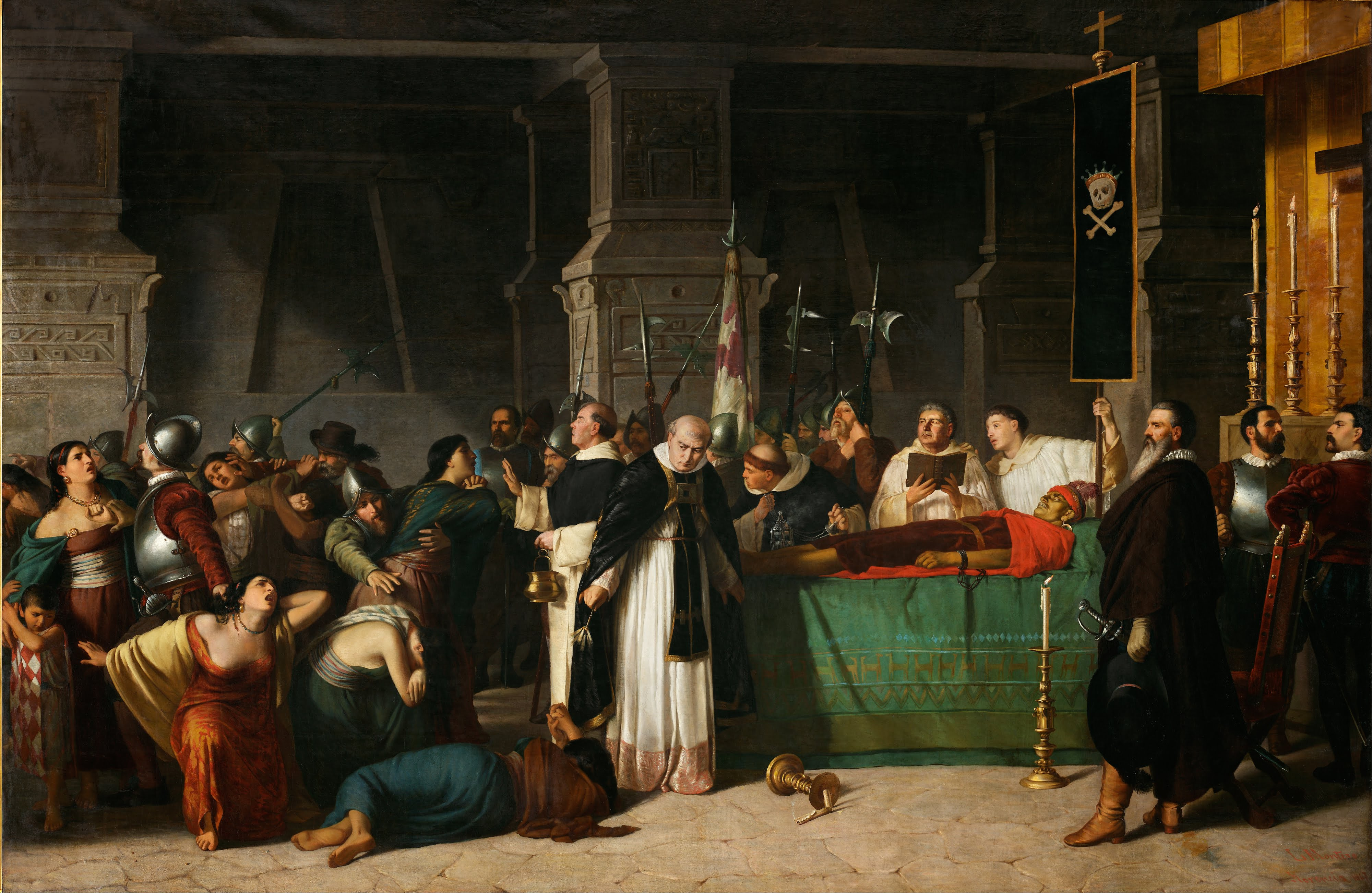
Atahualpa, o último Sapa Inca do império, foi executado pelos espanhóis em 29 de agosto de 1533

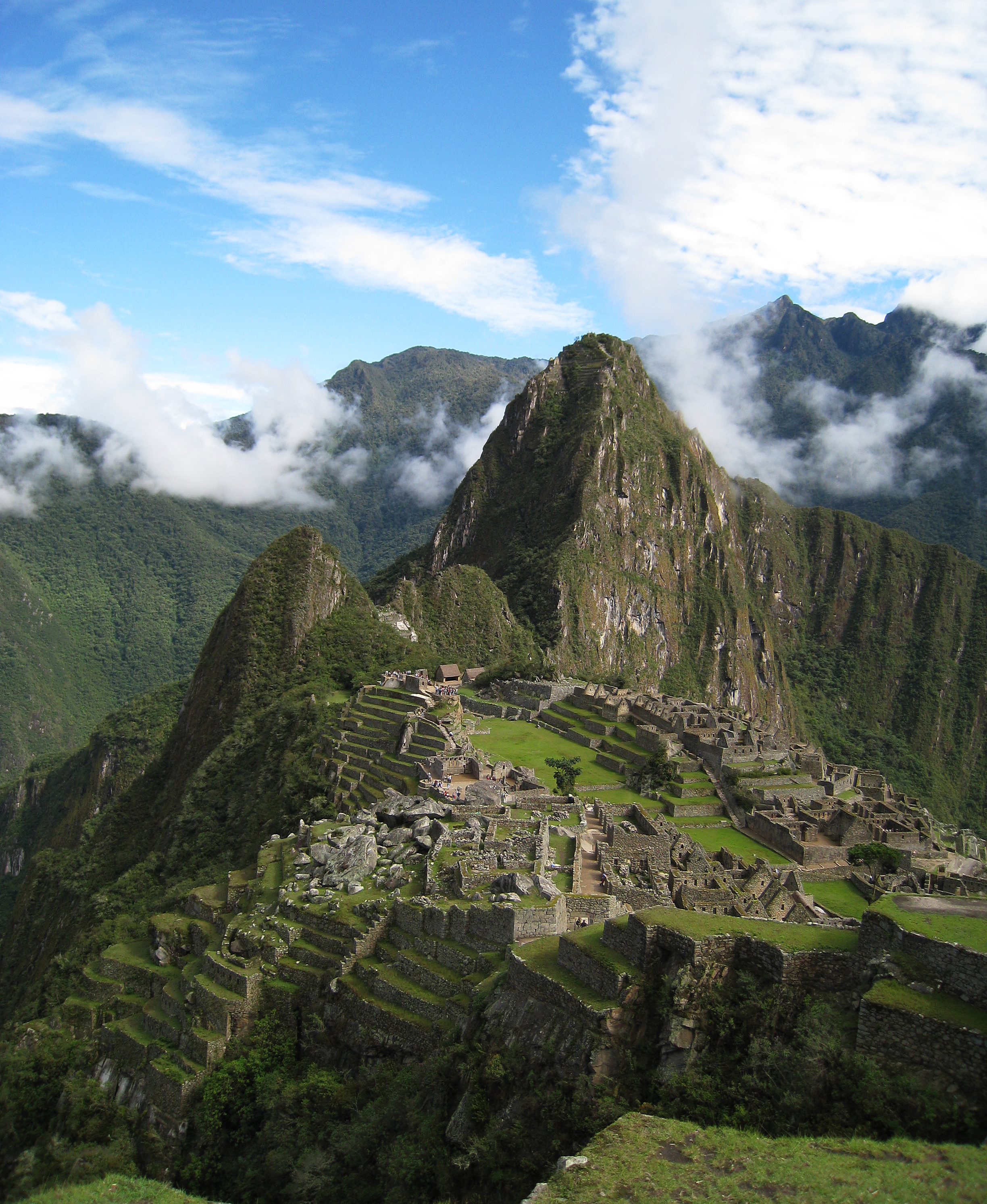
Vista de Machu Picchu

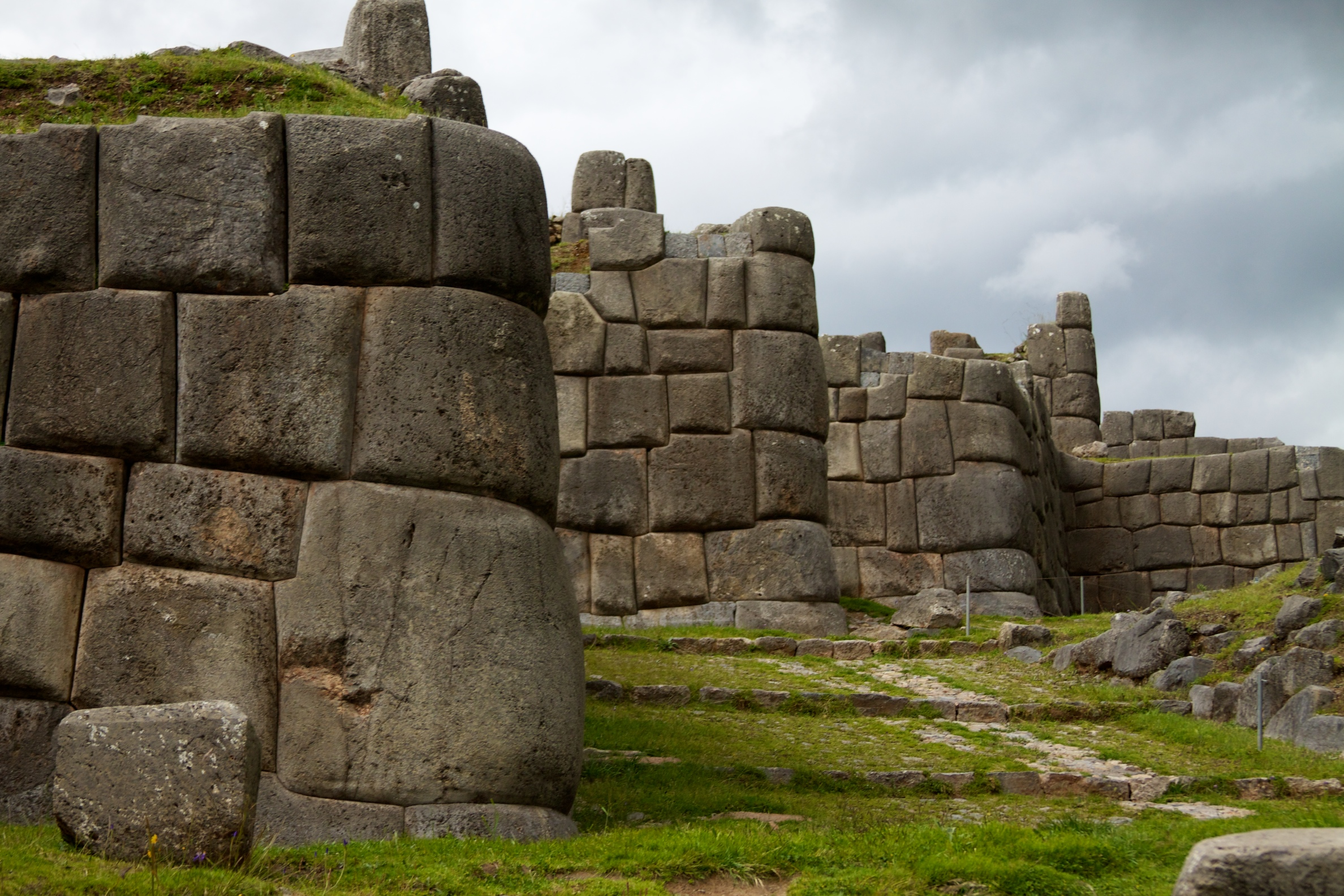
Sacsayhuamán, a fortaleza inca de Cusco

Os espanhóis instalaram o irmão de Atahualpa, Manco Capac II, no poder; por algum tempo, Manco cooperou com os espanhóis enquanto eles lutavam para conter a resistência no norte. Enquanto isso, um sócio de Pizarro, Diego de Almagro, tentou reivindicar Cusco. Manco tentou usar essa rivalidade intra-espanhola em seu benefício, recapturando Cusco em 1536, mas os espanhóis retomaram a cidade depois. Manco Inca então recuou para as montanhas de Vilcabamba e estabeleceu o pequeno Estado Neo-Inca, onde ele e seus sucessores governaram por mais 36 anos, às vezes atacando os espanhóis ou incitando revoltas contra eles. Em 1572, a última fortaleza Inca foi conquistada e o último governante, Túpac Amaru, filho de Manco, foi capturado e executado. Isso acabou com a resistência à conquista espanhola sob a autoridade política do Estado Inca.
Após a queda do Império Inca, muitos aspectos da cultura inca foram sistematicamente destruídos, incluindo seu sofisticado sistema de cultivo, conhecido como modelo de agricultura de arquipélago vertical. As autoridades coloniais espanholas usaram o sistema de trabalho inca da mita, um tipo de corveia, para fins coloniais, às vezes brutalmente. Um membro de cada família era forçado a trabalhar nas minas de ouro e prata, a principal das quais era a titânica mina de prata em Potosí. Quando um membro da família morria, o que geralmente acontecia dentro de um ou dois anos, a família era obrigada a enviar um substituto. 
Os efeitos da varíola no império foram ainda mais devastadores. Começando na Colômbia, a varíola se espalhou rapidamente antes que os invasores espanhóis chegassem ao império. A propagação provavelmente foi auxiliada pelo eficiente sistema de estradas incas. A varíola foi apenas a primeira epidemia. Outras doenças, incluindo um provável surto de tifo em 1546, gripe e varíola juntas em 1558, varíola novamente em 1589, difteria em 1614 e sarampo em 1618, todas devastaram o povo inca.

## Sociedade

### População

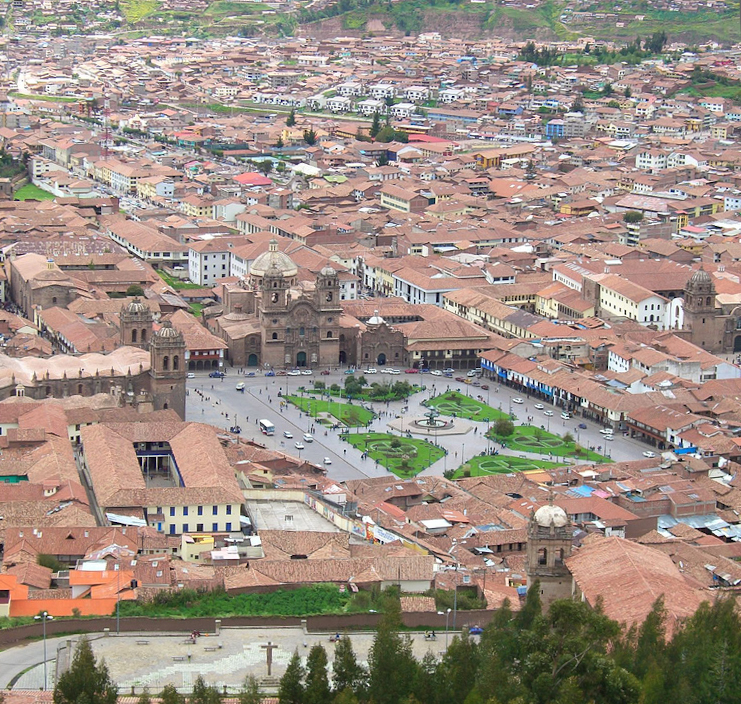
Cusco, a antiga capital do Império Inca, classificada como Patrimônio Mundial pela UNESCO

O número de pessoas que habitam Tawantinsuyu em seu pico é incerto, com estimativas variando de 4 a 37 milhões. A maioria das estimativas populacionais estão na faixa de 6 a 14 milhões. Apesar de os incas manterem excelentes registros censitários usando seus quipos, o conhecimento de como lê-los foi perdido, pois quase todos caíram em desuso e se desintegraram com o tempo ou foram destruídos pelos espanhóis.

### Línguas
O império era extremamente diverso linguisticamente. Algumas das línguas mais importantes eram quíchua, aimará, puquina e mochica, faladas principalmente nos Andes centrais, no Altiplano ou (Qullasuyu), na costa sul do Peru (Kuntisuyu) e na área da costa norte do Peru (Chinchaysuyu) ao redor Chan Chan, hoje Trujillo. Outras línguas incluídas Quignam, Jaqaru, Leco, línguas Uru-chipayas, Kunza, Humahuaca, Çaçan, mapudungun, Culle, Chachapoya, línguas Catacao, Manta, e línguas Barbacoan, bem como numerosas línguas amazônicas nas regiões de fronteira. A exata topografia linguística dos Andes pré-colombianos e do início da colonização permanece incompletamente compreendida, devido à extinção de várias línguas e à perda de registros históricos.
Para administrar essa diversidade, os senhores incas promoveram o uso do quíchua, especialmente a variedade do que hoje é Lima  como Qhapaq Runasimi ("grande língua do povo"), ou língua oficial / língua franca . Definido pela inteligibilidade mútua, o quíchua é na verdade uma família de línguas em vez de uma única língua, paralela às línguas românicas ou eslavas na Europa. A maioria das comunidades dentro do império, mesmo aquelas resistentes ao domínio inca, aprenderam a falar uma variedade de quíchua (formando novas variedades regionais com fonética distinta) a fim de se comunicar com os senhores incas e colonos mitma, bem como com a sociedade de integração mais ampla, mas em grande parte também mantiveram suas línguas nativas. Os incas também tinham sua própria língua étnica, conhecida como Qhapaq simi ("língua real"), que se acredita ter sido intimamente relacionada ou um dialeto do puquina, que parece ter sido a língua oficial do antigo Império Tiwanaku, do qual os Incas reivindicaram descendência, fazendo Qhapaq simi uma fonte de prestígio para eles. A divisão entre Qhapaq simi e Qhapaq Runasimi também exemplifica a divisão maior entre a sociedade hatun e hunin (alta e baixa) em geral.
Existem vários equívocos comuns sobre a história do quíchua, já que é frequentemente identificado como a "língua inca". O quíchua não se originou com os incas, era uma língua franca em várias áreas antes das expansões incas, era diverso antes da ascensão dos incas e não era a língua nativa ou original dos incas. Além disso, a principal língua oficial do Império Inca era a variedade costeira quíchua, nativa da Lima moderna, não o dialeto de Cusco. A cultura pré-Inca chincha, com o qual os incas fizeram uma aliança, transformou essa variedade em uma língua local de prestígio por meio de suas extensas atividades comerciais. A costa peruana também era a região mais populosa e economicamente ativa do Império Inca e o emprego do quíchua costeiro oferecia uma alternativa ao vizinho mochica, a língua do estado rival de Chimú. O comércio também havia espalhado o quíchua para o norte antes das expansões incas, em direção a Cajamarca e o Equador e era provavelmente a língua oficial do antigo Império Huari. No entanto, os incas deixaram um legado linguístico impressionante, pois introduziram o quíchua em muitas áreas onde ainda é amplamente falado hoje, incluindo Equador, sul da Bolívia, sul da Colômbia e partes da bacia amazônica. Os conquistadores espanhóis continuaram o uso oficial do quíchua durante o início do período colonial e o transformaram em uma língua literária.
Os incas não eram conhecidos por desenvolver uma forma escrita de linguagem; no entanto, eles gravaram narrativas visualmente por meio de pinturas em vasos e xícaras (qirus). Essas pinturas geralmente são acompanhadas por padrões geométricos conhecidos como toqapu, que também são encontrados em tecidos. Os pesquisadores especularam que esses padrões poderiam ter servido como uma forma de comunicação escrita (por exemplo: heráldica ou glifos), no entanto, isso ainda não está claro.  Os incas também mantinham registros usando quipus .

### Idade e definição de gênero

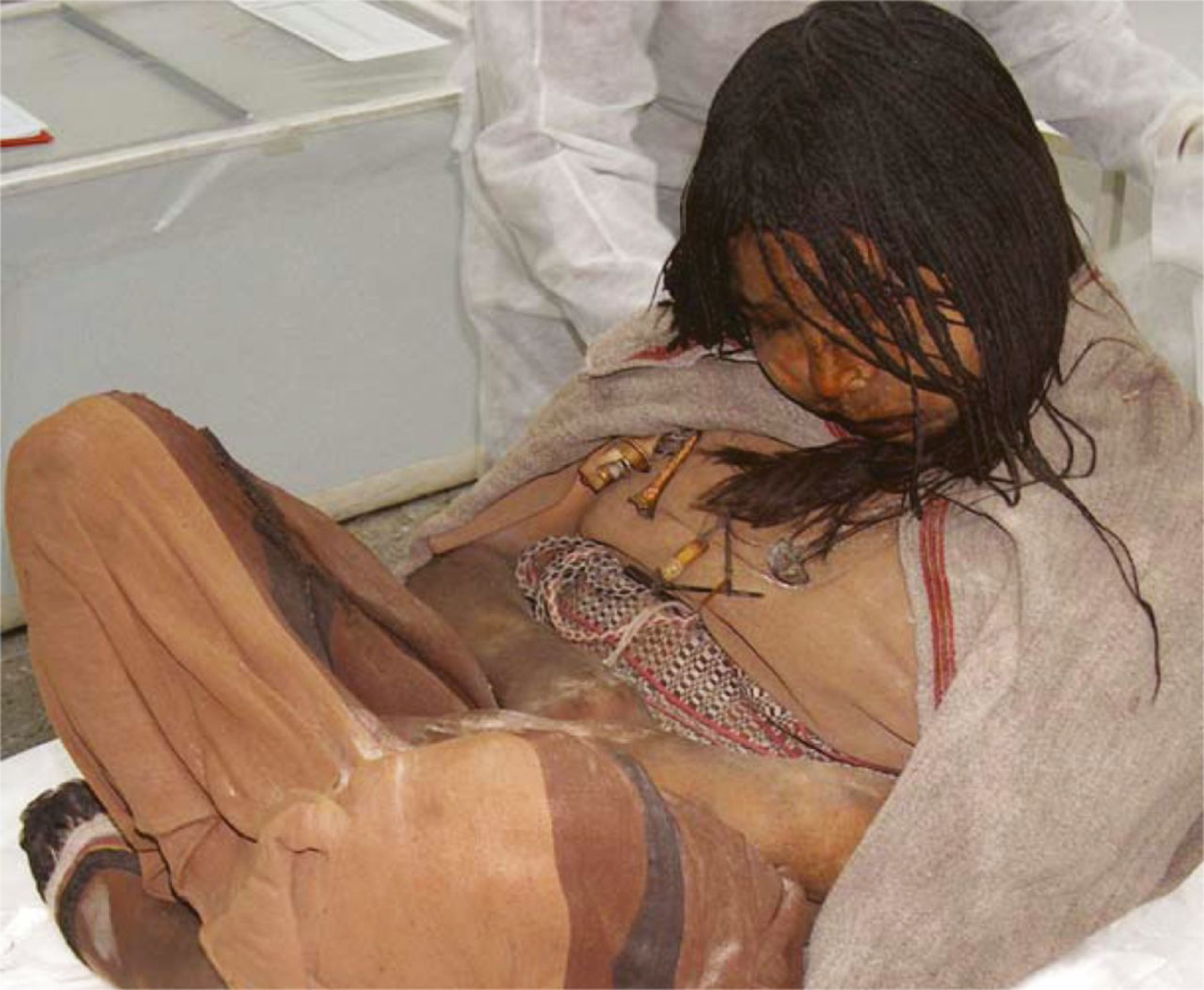
"A donzela", uma das múmias de Llullaillaco. Sacrifício humano Inca, província de Salta (Argentina)

As altas taxas de mortalidade infantil que assolaram o Império Inca fizeram com que todos os recém-nascidos recebessem o termo 'wawa ao nascer. A maioria das famílias não investia muito em seus filhos até eles atingirem a idade de dois ou três anos. Assim que a criança atingiu a idade de três anos, ocorria uma cerimônia de "maioridade", chamada de rutuchikuy. Para os incas, essa cerimônia indicava que a criança havia entrado no estágio de "ignorância". Durante essa cerimônia, a família convidava todos os parentes para sua casa para comer e dançar, e então cada membro da família recebia uma mecha de cabelo da criança. Depois que cada membro da família recebia um cadeado, o pai raspava a cabeça da criança. Essa fase da vida foi categorizada por uma fase de "ignorância, inexperiência e falta de razão, condição que a criança superaria com o tempo".  Para a sociedade inca, a fim de avançar do estágio de ignorância para o desenvolvimento, a criança deve aprender os papéis associados ao seu gênero.
O próximo ritual importante era celebrar a maturidade de uma criança. Ao contrário da cerimônia de maioridade, a celebração da maturidade significava a potência sexual da criança. Esta celebração da puberdade era chamada de  warachikuy para meninos e qikuchikuy para meninas. A cerimônia warachikuy incluía dança, jejum, tarefas para demonstrar força e cerimônias familiares. O menino também receberia roupas novas e seria ensinado a agir como um homem solteiro. O qikuchikuy significava o início da menstruação, após a qual a menina iria para a floresta sozinha e voltaria apenas quando o sangramento terminasse. Na floresta, ela jejuava e, quando retornava, a menina recebia um novo nome, roupas de adulto e conselhos. Esse estágio de "loucura" da vida era o período em que os jovens adultos podiam fazer sexo sem serem pais.
Entre as idades de 20 e 30 anos, as pessoas eram consideradas jovens adultos, "maduros para reflexão e trabalho sério". Os jovens adultos conseguiram manter seu status de jovens morando em casa e ajudando na comunidade de origem. Os jovens adultos só atingiram a maturidade total e a independência depois de casados.
No final da vida, os termos para homens e mulheres denotam perda de vitalidade sexual e humanidade. Especificamente, o estágio de "decrepitude" significa a perda do bem-estar mental e posterior declínio físico.
| Tabela 7.1 do artigo de R. Alan Covey |                                 |                    |                  |
| Idade                                 | Estágio de Valor Social da Vida | Termo Feminino     | Termo Masculino  |
| <3                                    | Concepção                       | Wawa               | Wawa             |
| 3-7                                   | Ignorância (sem falar)          | Warma              | Warma            |
| 7-14                                  | Desenvolvimento                 | Thaski (ou P'asña) | Maqt'a           |
| 14-20                                 | Loucura (sexualmente ativa)     | Sipas (solteiro)   | Wayna (solteiro) |
| 20+                                   | Maturidade (corpo e mente)      | Warmi              | Qhari            |
| 70                                    | Enfermidade                     | Paya               | Machu            |
| 90                                    | Decrepitude                     | Ruku               | Ruku             |

### Casamento
No Império Inca, a idade do casamento era diferente para homens e mulheres: os homens geralmente se casavam aos 20 anos, enquanto as mulheres geralmente se casavam cerca de quatro anos antes aos 16 anos. Os homens de alta posição social podiam ter várias esposas, mas os que ocupavam posições inferiores só podiam ter uma. Os casamentos eram tipicamente dentro das classes e se assemelhavam mais a um acordo comercial. Depois de casadas, as mulheres deveriam cozinhar, coletar alimentos e cuidar dos filhos e do gado. Meninas e mães também trabalhavam pela casa para mantê-la organizada e agradar aos inspetores públicos. Esses deveres permaneciam os mesmos mesmo depois que as esposas ficavam grávidas e com a responsabilidade adicional de orar e fazer oferendas a Kanopa, que era o deus da gravidez. Era normal que os casamentos começassem em caráter experimental, com homens e mulheres tendo voz na longevidade do casamento. Se o homem sentisse que não daria certo ou se a mulher quisesse voltar para a casa dos pais, o casamento acabaria. Uma vez que o casamento fosse finalizado, a única maneira de os dois se divorciarem era se não tivessem um filho juntos. O casamento dentro do Império era crucial para a sobrevivência. Uma família era considerada em desvantagem se não houvesse um casal no centro, porque a vida cotidiana girava em torno do equilíbrio entre as tarefas masculinas e femininas.

### Papéis de gênero
Segundo alguns historiadores, como Terence N. D'Altroy, os papéis masculinos e femininos eram considerados iguais na sociedade inca. As “culturas indígenas viam os dois gêneros como partes complementares de um todo”. Ou seja, não havia uma estrutura hierárquica na esfera doméstica para os incas. Na esfera doméstica, as mulheres passaram a ser conhecidas como tecelãs, embora haja evidências significativas para sugerir que esse papel de gênero não apareceu até que os espanhóis colonizadores perceberam os talentos produtivos das mulheres nessa esfera e os usarem em seu benefício econômico. Há evidências que sugerem que tanto homens quanto mulheres contribuíram igualmente para as tarefas de tecelagem na cultura andina pré-hispânica. As tarefas diárias das mulheres incluíam: fiar, cuidar das crianças, tecer tecidos, cozinhar, preparar chichi, preparar campos para o cultivo, plantar sementes, ter filhos, colher, capinar, capinar, pastorear e carregar água. Os homens, por sua vez, "capinavam, aravam, participavam de combates, ajudavam na colheita, carregavam lenha, construíam casas, arrebanhavam lhama e alpaca, fiavam e teciam quando necessário". Essa relação entre os gêneros pode ter sido complementar. Não é de surpreender que os espanhóis curiosos acreditassem que as mulheres eram tratadas como escravas, porque as mulheres não trabalhavam na sociedade espanhola da mesma forma e certamente não trabalhavam nos campos. Às vezes, as mulheres eram autorizadas a possuir terras e rebanhos porque a herança era transmitida tanto pelo lado materno quanto paterno da família. O parentesco dentro da sociedade inca seguia uma linha de descendência paralela. Em outras palavras, as mulheres ascenderam das mulheres e os homens ascenderam dos homens. Devido à descendência paralela, uma mulher tinha acesso à terra e outras necessidades por meio de sua mãe.

## Religião

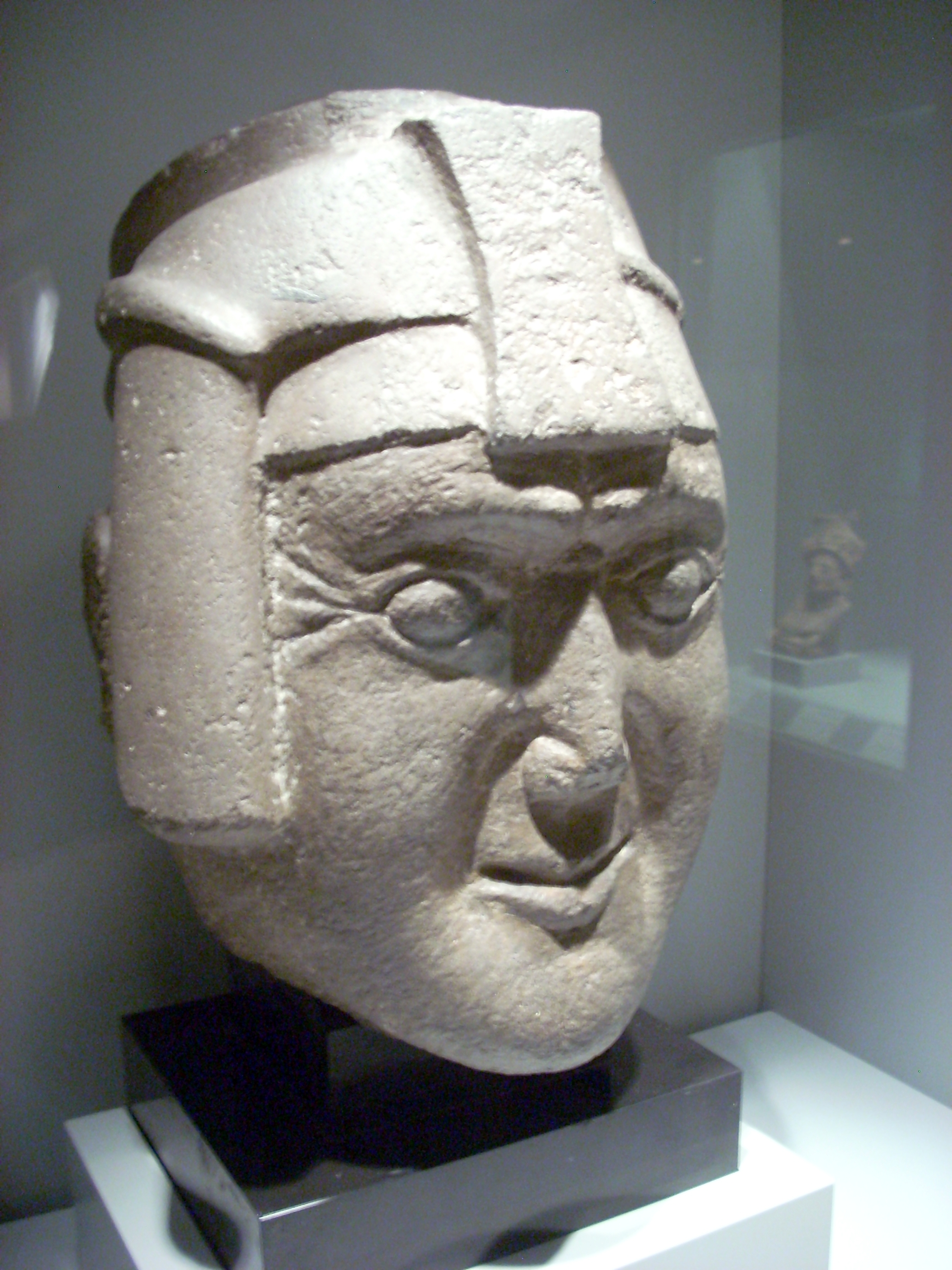
Escultura inca diorita de Amarucancha

Os mitos incas eram transmitidos oralmente até que os primeiros colonos espanhóis os registrassem; no entanto, alguns estudiosos afirmam que eles foram registrados em quipos, registros de cordas atadas andinas.
Os incas acreditavam na reencarnação. Após a morte, a passagem para o outro mundo era repleta de dificuldades. O espírito dos mortos, camaquen, precisaria seguir um longo caminho e durante a viagem era necessária a ajuda de um cachorro preto que enxergava no escuro. A maioria dos incas imaginava o mundo posterior como um paraíso terrestre com campos cobertos de flores e montanhas cobertas de neve.
Era importante para os incas que eles não morressem em consequência da queima ou que o corpo do falecido não fosse incinerado. Queimar faria com que sua força vital desaparecesse e ameaçaria sua passagem para o outro mundo. Aqueles que obedeciam ao código moral inca — ama suwa, ama llulla, ama quella (não roube, não minta, não seja preguiçoso) — "foram viver no calor do Sol enquanto outros passavam seus dias eternos na terra fria". A nobreza inca praticava deformação craniana. Eles enrolaram tiras de tecido apertadas em volta das cabeças dos recém-nascidos para moldar seus crânios macios em uma forma mais cônica, distinguindo assim a nobreza de outras classes sociais.
Os incas também faziam sacrifícios humanos. Cerca de 4 mil servos, oficiais da corte, favoritos e concubinas foram mortos após a morte do inca Huayna Capac em 1527. Os incas realizaram sacrifícios de crianças em torno de eventos importantes, como a morte do Sapa Inca ou durante uma crise de fome. Esses sacrifícios eram conhecidos como qhapaq hucha.

### Divindades

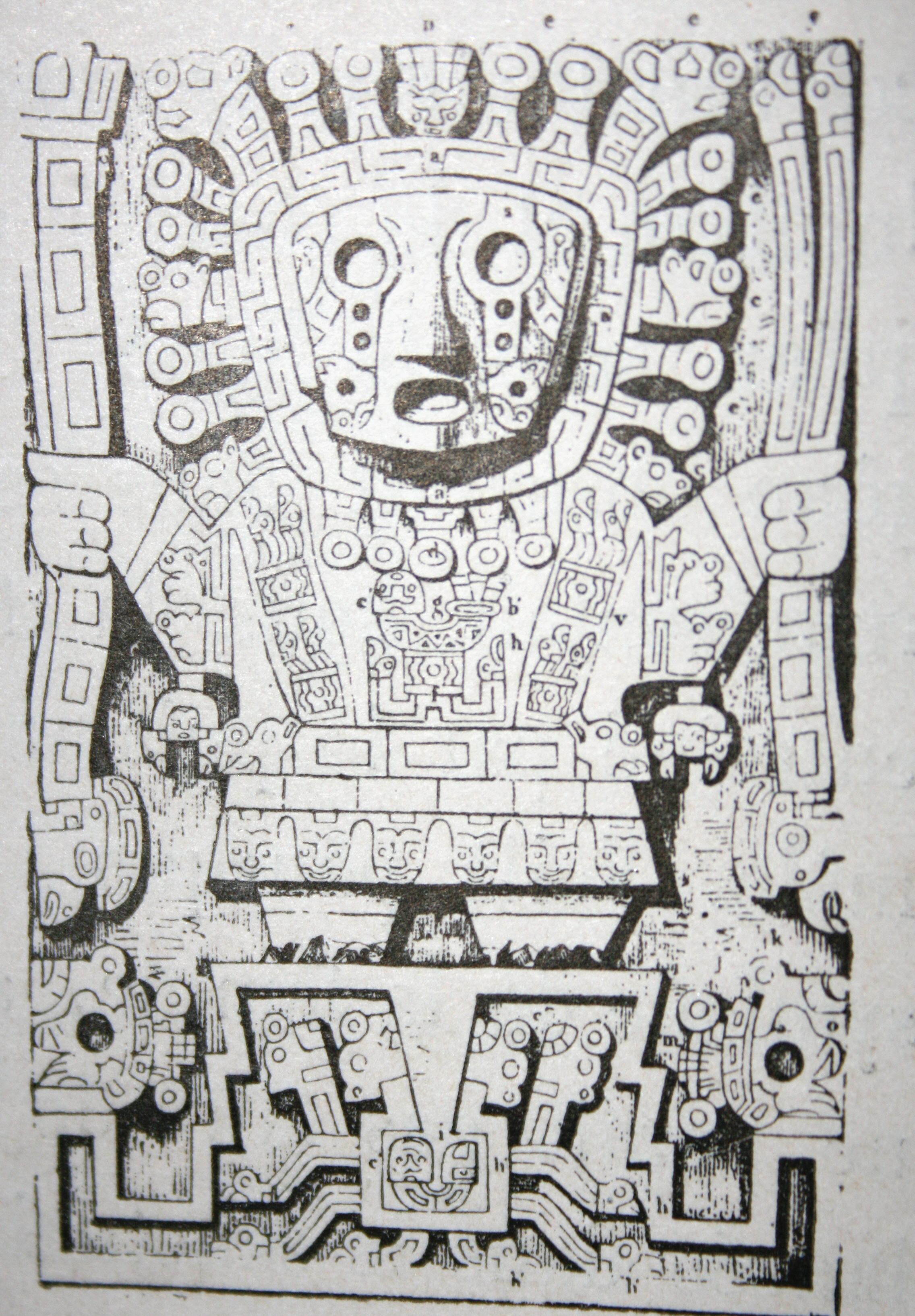
Viracocha, é o grande deus criador da mitologia inca

Os incas eram politeístas que adoravam muitos deuses. Estes incluíam:
- Viracocha (também Pachacamac) - criou todas as coisas vivas;
- Apu Illapu - deus da chuva, orou para quando eles precisassem de chuva;
- Ayar Cachi - deus de temperamento forte, causa terremotos;
- Illapa - deusa do raio e do trovão (também deusa da água Yakumama);
- Inti - deus do sol e divindade padroeira da cidade sagrada de Cusco (lar do sol);
- Kuychi - deus do arco-íris, conectado com a fertilidade;
- Mama Killa - esposa de Inti, chamada Mãe Lua;
- Mama Occlo - deusa da Lua, ensinou as mulheres a tecer tecidos e construir casas;
- Manco Cápac - conhecido por sua coragem e enviado à terra para se tornar o primeiro rei dos incas. Ensinou as pessoas a cultivar plantas, fazer armas, trabalhar juntos, compartilhar recursos e adorar os deuses;
- Pachamama - deusa da terra e esposa de Viracocha. As pessoas lhe dão ofertas de folhas de coca e cerveja e rezam para ela por grandes ocasiões agrícolas;
- Quchamama - deusa do mar;
- Sachamama - significa árvore mãe, deusa em forma de cobra com duas cabeças;
- Yakumama - significa água mãe, representada como uma cobra. Quando ela veio à terra, ela se transformou em um grande rio (também Illapa).

## Economia

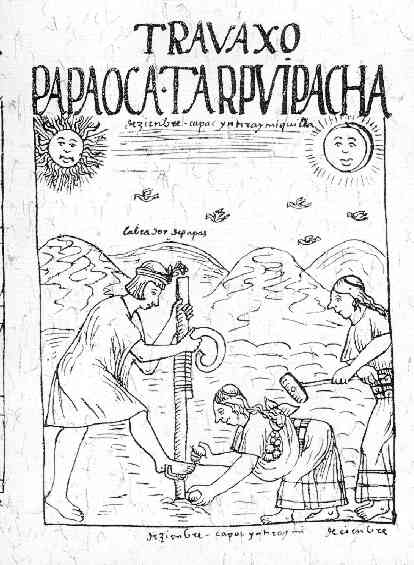
Agricultores incas usando chakitaqlla (arado andino)

O Império Inca empregava planejamento central de sua economia. O império negociava com regiões externas, embora não operassem uma economia de mercado interna substancial.
Embora machados de dinheiro fossem usados ao longo da costa norte, presumivelmente pela classe comercial mindaláe, a maioria das famílias no império vivia em uma economia tradicional na qual as famílias eram obrigadas a pagar impostos, geralmente na forma do sistema de mita  e de obrigações militares, embora a troca (ou trueque) estivesse presente em algumas áreas.
Em troca, o Estado forneceu segurança, alimentos em tempos de dificuldade através do fornecimento de recursos de emergência, projetos agrícolas (por exemplo, aquedutos e terraços) para aumentar a produtividade e festas ocasionais.
Enquanto a mita era usada pelo Estado para obter mão-de-obra, as aldeias individuais tinham um sistema pré-inca de trabalho comunitário, conhecido como minka. Esse sistema sobrevive até os dias modernos, conhecido como mink'a ou faena.
A economia se apoiava nas bases materiais do arquipélago vertical, um sistema de complementaridade ecológica no acesso aos recursos e a base cultural de ayni, ou troca recíproca.

## Governo

### Crenças

Inti, representado por José Bernardo de Tagle do Peru

O Sapa Inca era conceituado como divino e era efetivamente o chefe da religião oficial. O Willaq Umu (ou Sacerdote Chefe) era o segundo depois do imperador. As tradições religiosas locais continuaram e em alguns casos, como o Oráculo de Pachacamac na costa peruana, foram oficialmente veneradas. Seguindo Pachacuti, o Sapa Inca reivindicava descendência de Inti, que valorizava muito o sangue imperial; no final do império, era comum casar-se incestuosamente com um irmão e uma irmã. O imperador era "filho do sol" e seu povo o intip churin, ou "filhos do sol", sendo que tanto seu direito de governar quanto sua missão de conquistar derivavam de seu santo ancestral. O Sapa Inca também presidia festivais ideologicamente importantes, nomeadamente durante o Inti Raymi, com a presença de soldados, governantes mumificados, nobres, clérigos e a população em geral de Cusco, começando no solstício de junho e culminando nove dias depois com a quebra do ritual da terra usando um arado pelo Inca. Além disso, Cusco era considerada cosmologicamente central e o centro geográfico dos Quatro Quartos; Inca Garcilaso de la Vega a chamou de "o umbigo do universo".

### Organização do império
O Império Inca era um sistema federalista que consistia em um governo central com os incas no topo e quatro quadrantes, ou suyu: Chinchay Suyu (NW), Anti Suyu (NE), Kunti Suyu (SW) e Qulla Suyu (SE). Eles se encontravam no centro, Cusco. Esses suyu provavelmente foram criados por volta de 1460 durante o reinado de Pachacuti, antes que o império atingisse sua maior extensão territorial. Na época em que os suyu foram estabelecidos, eles tinham aproximadamente o mesmo tamanho e só mais tarde mudaram suas proporções, à medida que o império se expandia ao norte e ao sul ao longo dos Andes.
Cusco provavelmente não era organizado como wamani, ou província. Em vez disso, provavelmente era algo semelhante a um distrito federal moderno, como Washington, DC ou a Cidade do México. A cidade ficava no centro dos quatro suyu e servia como centro preeminente da política e da religião. Enquanto Cusco era essencialmente governada pelos Sapa Inca, seus parentes e as linhagens reais panaqa, cada suyu era governado por um Apu, um termo de estima usado para homens de status elevado e para montanhas veneradas. Tanto Cusco como um distrito e quanto os quatro suyu como regiões administrativas eram agrupados nas divisões hanan (superior) e hurin (inferior). Como os incas não tinham registros escritos, é impossível listar exaustivamente o wamani constituinte. No entanto, os registros coloniais nos permitem reconstruir uma lista parcial. Provavelmente havia mais de 86 wamani, com mais de 48 nas terras altas e mais de 38 na costa.

#### Suyu

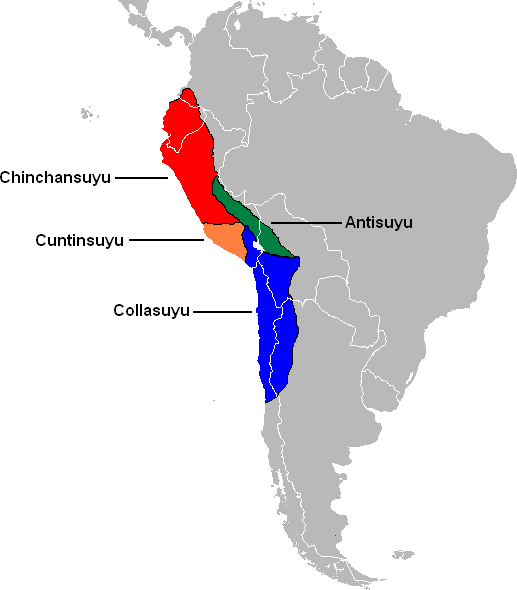
Os quatro suyus ou quadrantes do império

O suyu mais populoso era Chinchaysuyu, que abrangia o antigo império Chimu e grande parte do norte dos Andes. Em sua maior extensão, estendeu-se por grande parte do moderno Equador e na moderna Colômbia.
O maior suyu em área era Qullasuyu, batizado em homenagem ao povo qulla que falava aimara. Abrangia o Altiplano boliviano e grande parte do sul dos Andes, alcançando a Argentina e ao sul até o rio Maipo ou Maule, no centro do Chile. O historiador José Bengoa apontou Quillota como provavelmente o assentamento inca mais importante no Chile.
O segundo menor suyu, Antisuyu, ficava a noroeste de Cusco, nos altos Andes. Seu nome é a raiz da palavra "Andes".
Kuntisuyu era o menor suyu, localizado ao longo da costa sul do Peru moderno, estendendo-se pelas terras altas em direção a Cusco.

### Leis

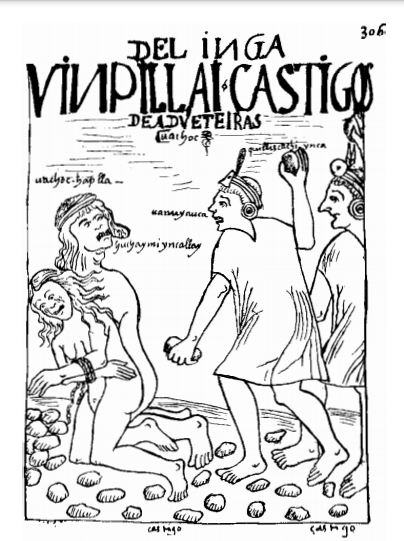
Punição para pessoas que cometeram adultério

O Estado inca não tinha um poder judiciário separado ou leis codificadas. Costumes, expectativas e tradições ditavam o comportamento dos detentores do poder. O Estado tinha força legal, como por meio dos tokoyrikoq (lit. "aqueles que veem tudo"), ou fiscais. O mais alto inspetor, normalmente um parente da Sapa Inca, agia independentemente da hierarquia convencional, fornecendo um ponto de vista para o Sapa Inca livre de influência burocrática. O Sapa Inca era o encarregado de decretar as "leis" e dentro delas estavam as correspondentes à pena de morte. Prescott aponta que "quebrar a lei não era apenas um insulto à majestade do trono, mas cometer um sacrilégio. Assim, considerado o menor crime merecia a pena de morte".
Entre os crimes puníveis com a morte estão:
- Homicídio (simples e agravado)
- Roubo
- Aborto
- Rebelião, traição e conspiração
- Sodomia
- Adultério
- Estupro
- Incesto
- Preguiça e embriaguez repetida
- Se uma pessoa tivesse sido acusada de um crime e não fosse possível verificar se ela era o autor, se essa mesma pessoa cometeu algum crime, mesmo não merecendo a pena de morte, seria condenado à morte
- Uma pessoa que se veste com lã destinada ao Sapa Inca
- Comer alimentos que o Sapa Inca consumia
- Mentira
- Feitiçaria

O Sapa Inca, se quisesse, tinha o poder de ordenar a morte de qualquer pessoa. Guamán Poma de Ayala afirmou em 1615 sobre o mandato de Túpac Yupanqui: “Ordenamos que em nosso reino ninguém blasfeme contra o Sol, meu pai, nem a lua, minha mãe, nem os huacas, nem eu, o Inca, nem os Coya, porque eu os mandaria matar … Ordenamos que não haja ladrões (…) e que na primeira ofensa sejam punidos com 500 chicotadas e na segunda ofensa sejam apedrejados e mortos e que seus corpos não sejam enterrados; que as raposas e os condores os comam”.
Entre as punições mais comuns estão:
- Queima de pessoas na fogueira
- Enterro de pessoas vivas
- Esfolamento
- Forca
- Apedrejamento
- Desmembramento
- Empalamento
- Faça uma pessoa comer pimenta até sufocar
- Corte da mão, especialmente o direito
- Pernas quebradas, punição aplicada especialmente ao chasquis (corredores habilidosos que se revezam, de uma posição a outra, na missão de entregar mensagens oficiais ou objetos)
- Flagelação
- Banimentos

As punições foram aplicadas com o objetivo de causar medo e foram feitas à vista de todo o povo. A maior punição, diz Guamán Poma de Ayala, foi executado nas prisões dos incas. “Zancay, prisão perpétua, era para traidores e para quem cometeu crimes graves … era uma abóbada sob a superfície, muito escura onde se criavam cobras, leões (pumas), tigres, ursos, raposas, etc. Eles tinham muitos desses animais para punir criminosos, traidores, mentirosos, ladrões, adúlteros, bruxas murmuradoras contra o Inca. Eles foram colocados na prisão para serem comidos vivos". Onde morava o Sapa Inca havia “tambores feitos com as peles dos principais traidores e rebeldes. O tambor era de corpo inteiro. Esses tambores eram chamados de runatinya (tambor de pele humana, homem esfolado). Parecia vivo e com a própria mão tocou a barriga. O tambor era a barriga (…) e com os outros rebeldes faziam da cabeça taças para beber chicha; flautas dos ossos e gargantilhas dos dentes e molares”.

### Administração
As fontes coloniais não são totalmente claras ou não estão de acordo sobre a estrutura do governo inca, como deveres e funções exatas de cargos governamentais. Mas a estrutura básica pode ser amplamente descrita. O topo era o Sapa Inca. Abaixo estava o Willaq Umu, literalmente o "sacerdote que conta", o sumo sacerdote do Sol. No entanto, abaixo da Sapa Inca também estava sentado o Inkap rantin, que era um confidente e assistente do Sapa Inca, talvez semelhante a um primeiro-ministro. A partir do reinado de Túpac Yupanqui, um "Conselho do Reino" foi composto por 16 nobres: 2 de Hanã Cusco; 2 de hurin Cusco; 4 de Chinchaysuyu; 2 de Cuntisuyu; 4 de Collasuyu; e 2 de Antisuyu. Esta ponderação buscava uma representação equilibrada das divisões Hanan e Hurin, tanto dentro Cusco e dentro dos quadrantes do império (hanan suyukuna e hurin suyukuna).
Embora a burocracia provincial e o governo variassem muito, a organização básica era decimal. Os contribuintes — chefes de família do sexo masculino de uma certa faixa etária - eram organizados em unidades de trabalho de corveia (frequentemente também usadas como unidades militares) que formavam o músculo do Estado como parte do serviço mita. Cada unidade com mais de 100 contribuintes era chefiada por um kuraka, enquanto as unidades menores eram chefiadas por um kamayuq, um status inferior e não hereditário. No entanto, enquanto o status de kuraka era hereditário e normalmente servia para o resto da vida, a posição de um kuraka na hierarquia estava sujeita a mudanças com base nos privilégios dos seus superiores; um pachaka kuraka poderia ser nomeado para o cargo por um waranqa kuraka. Além disso, um kuraka em cada nível decimal poderia servir como chefe de um dos nove grupos em um nível inferior, de modo que um pachaka kuraka também poderia ser um waranqa kuraka, diretamente responsável por uma unidade de 100 contribuintes e menos responsáveis diretos por outras nove dessas unidades.
| Kuraka no comando    | Número de contribuintes |
| -------------------- | ----------------------- |
| Hunu kuraka          | 10 000                  |
| Pichkawaranqa kuraka | 5 000                   |
| Waranqa kuraka       | 1 000                   |
| Pichkapachaka kuraka | 500                     |
| Pachaka kuraka       | 100                     |
| Pichkachunka kamayuq | 50                      |
| Chunka kamayuq       | 10                      |

## Artes e tecnologia

### Arquitetura monumental
Podemos assegurar a Vossa Majestade que é tão bonito e tem edifícios tão sofisticados que seria até notável na Espanha.

Francisco Pizarro
A arquitetura foi a mais importante das artes incas, com tecidos refletindo motivos arquitetônicos. O exemplo mais notável é Machu Picchu, que foi construída por engenheiros incas. As principais estruturas incas eram feitas de blocos de pedra que se encaixavam tão bem que uma faca não poderia passar pela alvenaria. Essas construções sobreviveram por séculos, sem uso de argamassa para sustentá-las.
Este processo foi usado pela primeira vez em grande escala pelos povos Pucara (c. 300 a.C. -300 d.C.) ao sul no Lago Titicaca e mais tarde na cidade de Tiwanaku (c. 400–1100 d.C.) na atual Bolívia. As rochas eram esculpidas para se encaixarem exatamente, baixando repetidamente uma rocha sobre outra e removendo quaisquer seções na rocha inferior onde a poeira era comprimida. O ajuste apertado e a concavidade nas rochas mais baixas as tornavam extraordinariamente estáveis, apesar do desafio contínuo de terremotos e atividade vulcânica.

### Medidas, calendários e matemática

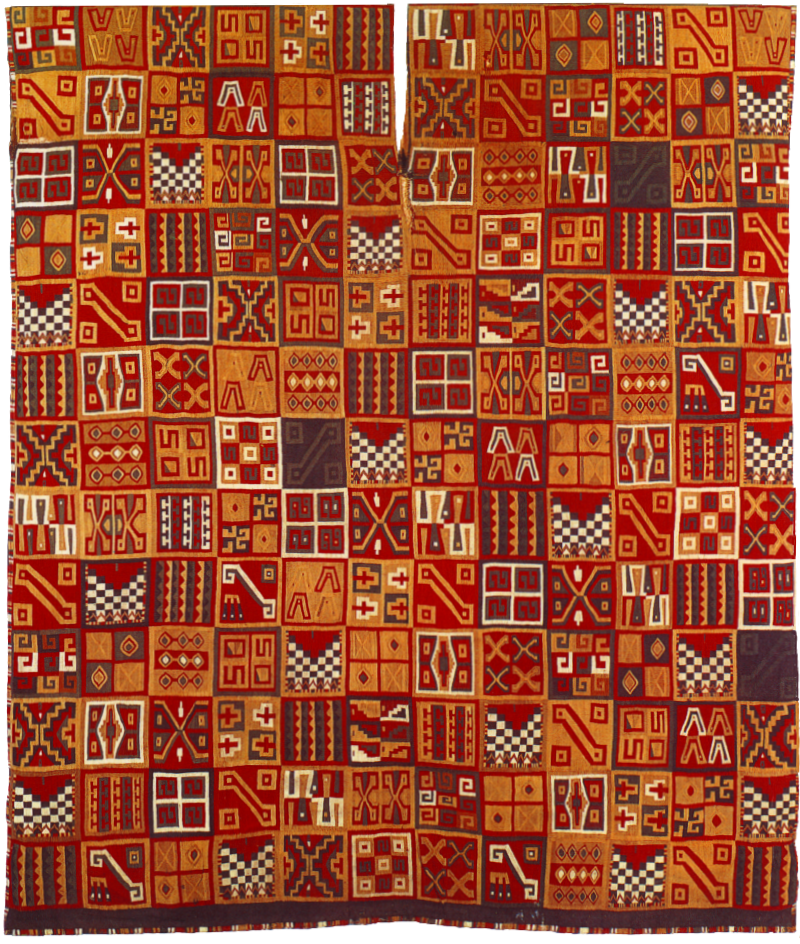
Túnica inca

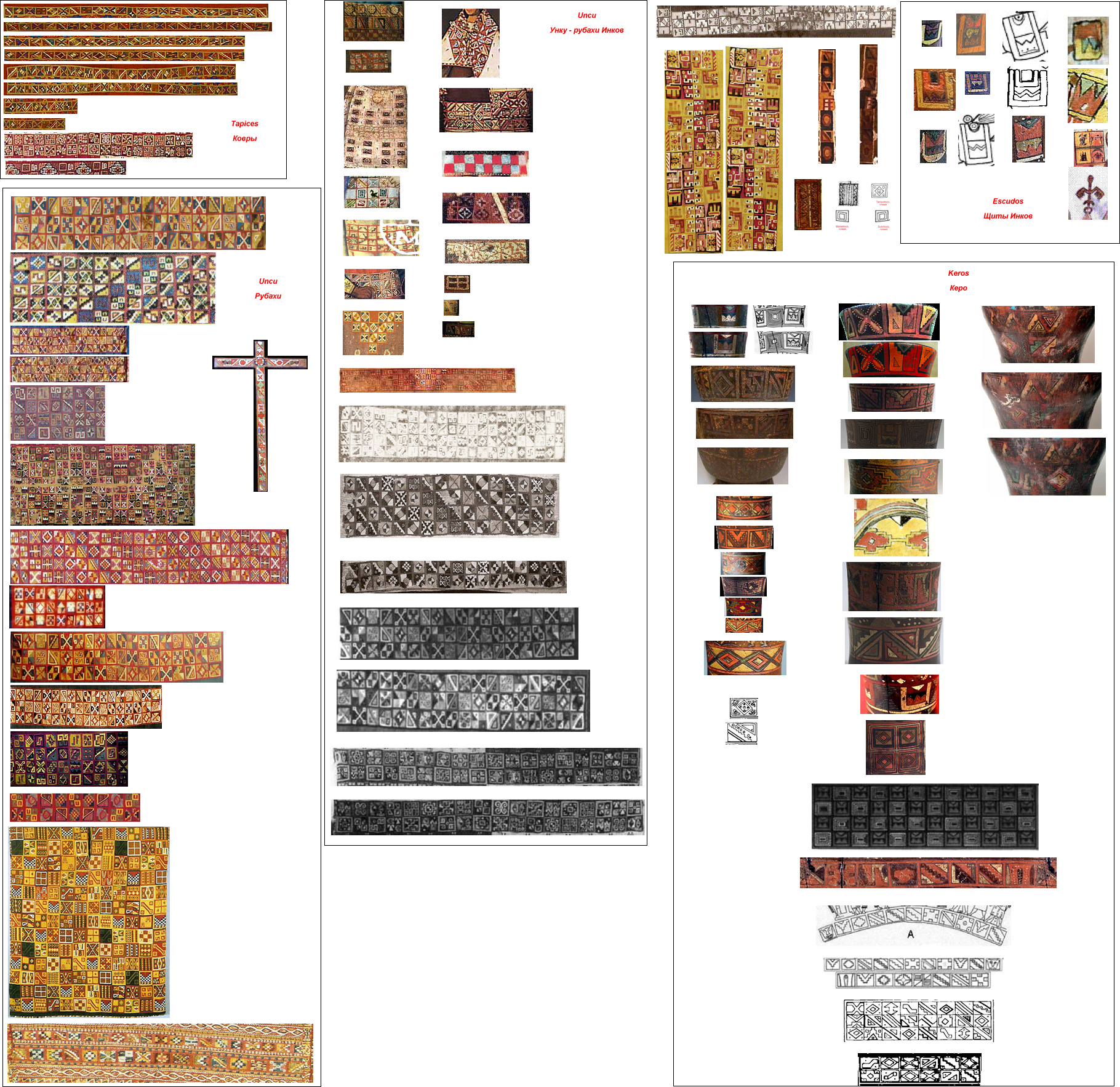
Tokapu, têxteis usados pela elite inca consistindo de figuras geométricas cercadas por retângulos ou quadrados. Há evidências de que os desenhos eram uma linguagem ideográfica

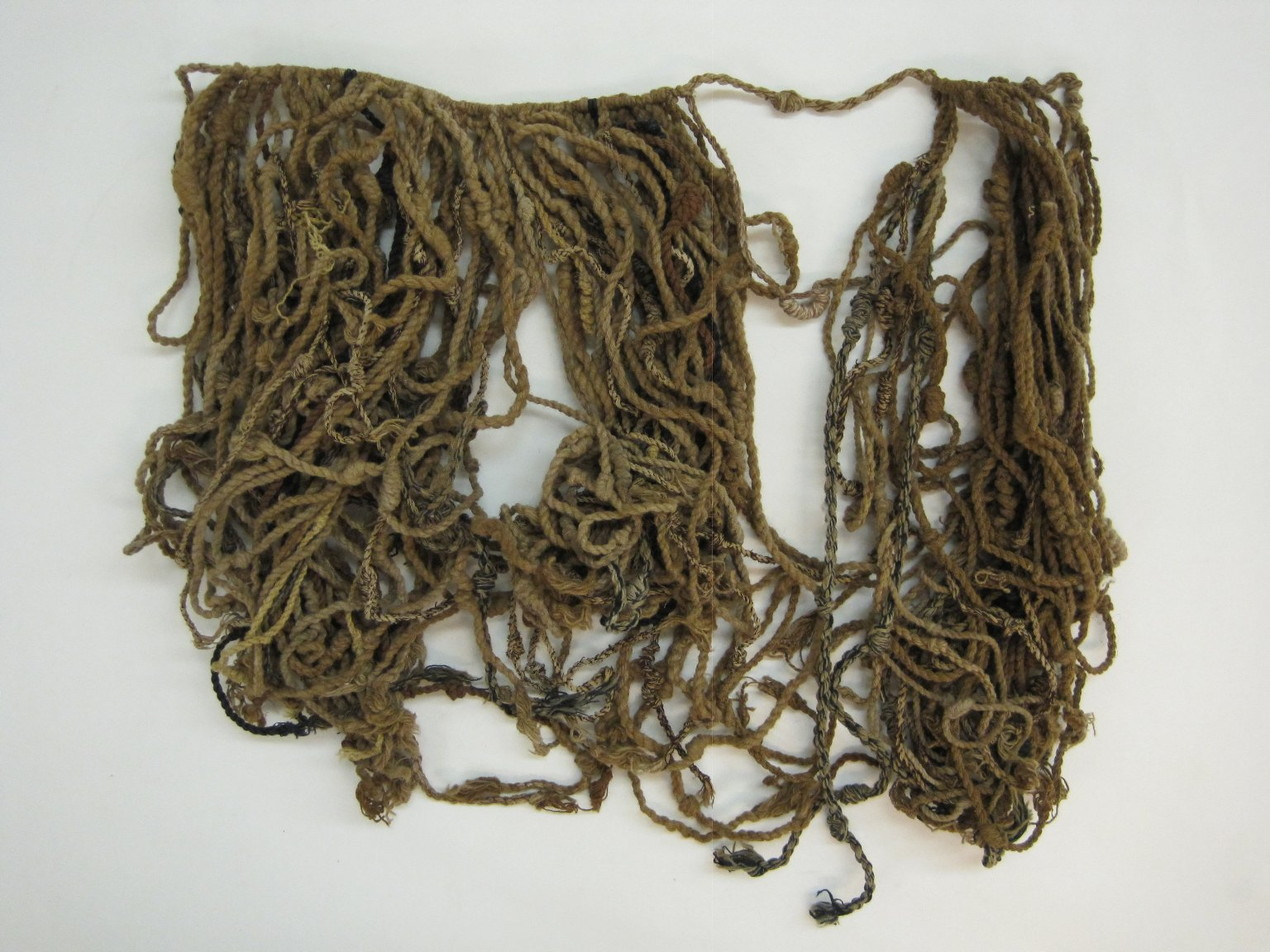
Quipo, século XV. Museu do Brooklyn

As medidas físicas usadas pelo Inca baseavam-se em partes do corpo humano. As unidades incluíam dedos, a distância do polegar ao indicador, palmas, côvados e envergadura. A unidade de distância mais básica era thatkiy ou thatki, ou um ritmo. A próxima maior unidade era relatada pelo cronista jesuíta de meados do século XVII Bernabé Cobo como sendo o topo ou tupu, medindo 6 000 thatkiys, ou cerca de 7,7 km; um estudo cuidadoso mostrou que um intervalo de 6,3 km é mais provável. Em seguida estava o wamani, composto de 30 topos (cerca de 232 km). Para medir a área, eram utilizadas envergadura de 25 por 50, calculada em topos (cerca de 3 280 km²). Parece provável que a distância era frequentemente interpretada como um dia de caminhada; a distância entre as estações intermediárias também varia amplamente em termos de distância, mas muito menos em termos de tempo para caminhar essa distância.
Os calendários incas estavam fortemente ligados à astronomia. Os astrônomos incas entendiam os equinócios, os solstícios e as passagens do zênite, assim como o ciclo de Vênus. Eles não podiam, entretanto, prever eclipses. O calendário inca era essencialmente lunissolar, pois dois calendários eram mantidos em paralelo, um solar e outro lunar. Como 12 meses lunares ficam 11 dias aquém de um ano solar completo de 365 dias, sendo que os responsáveis pelo calendário tinham que ajustá-lo a cada solstício de inverno. Cada mês lunar era marcado com festivais e rituais. Aparentemente, os dias da semana não eram nomeados e os dias não eram agrupados em semanas. Da mesma forma, os meses não eram agrupados em estações. O tempo durante o dia não era medido em horas ou minutos, mas em termos de distância percorrida pelo Sol ou de quanto tempo levava para realizar uma tarefa.
A sofisticação da administração, calendários e engenharia incas exigia facilidade com números. As informações numéricas eram armazenadas nos nós das cordas dos quipos, permitindo o armazenamento compacto de grandes números. Esses números eram armazenados em dígitos de base decimal, a mesma base usada pela língua quíchua e em unidades administrativas e militares. Esses números, armazenados em quipu, podem ser calculados em yupanas, grades com quadrados de valores matemáticos que variam de posição, talvez funcionando como um ábaco. O cálculo era facilitado movendo pilhas de fichas, sementes ou seixos entre os compartimentos da yupana. É provável que a matemática inca pelo menos permitisse a divisão de inteiros em inteiros ou frações e a multiplicação de inteiros e frações.
De acordo Cobo, os incas designavam funcionários para realizar tarefas relacionadas à contabilidade. Esses funcionários eram chamados de quipo camayos. O estudo da amostra do quipo VA 42527 (Museum für Völkerkunde, Berlin) revelou que os números organizados em padrões calendricamente significativos eram usados para fins agrícolas nos "livros contábeis agrícolas" mantidos pelo khipukamayuq (contador ou depositário) para facilitar o fechamento dos livros contábeis.

### Túnicas

Túnica Inca, séculos XV-XVI

As túnicas eram criadas por hábeis fabricantes de tecidos incas como uma peça de roupa quente, mas que também simbolizava poder e status cultural e político. Cumbi era o fino tecido de lã trançado com tapeçaria, produzido e necessário para a confecção das túnicas. O cumbi era produzido por mulheres e homens especialmente indicados. Geralmente, a fabricação de têxteis era praticada por homens e mulheres. Conforme enfatizado por certos historiadores, somente com a conquista europeia se considerou que as mulheres eram as principais tecelãs da sociedade inca.
Padrões e designs complexos foram concebidos para transmitir informações sobre a ordem na sociedade andina e também no Universo. As túnicas também podem simbolizar o relacionamento de uma pessoa com governantes antigos ou ancestrais importantes. Esses têxteis eram frequentemente projetados para representar a ordem física de uma sociedade, por exemplo, o fluxo de tributos dentro do império. Muitas túnicas têm um “efeito tabuleiro de xadrez” conhecido como collcapata. De acordo com os historiadores Kenneth Mills, William B. Taylor e Sandra Lauderdale Graham, os padrões collcapata "parecem ter expressado conceitos de comunalidade e, em última análise, unidade de todas as classes de pessoas, representando um tipo cuidadoso de fundamento sobre o qual a estrutura de universalismo inca foi construída.” Os governantes usavam várias túnicas ao longo do ano, trocando-as para diferentes ocasiões e festas.
Os símbolos presentes nas túnicas sugerem a importância da “expressão pictográfica” entre os incas e em outras sociedades andinas muito antes das iconografias dos cristãos espanhóis.

### Cerâmica, metais preciosos e têxteis

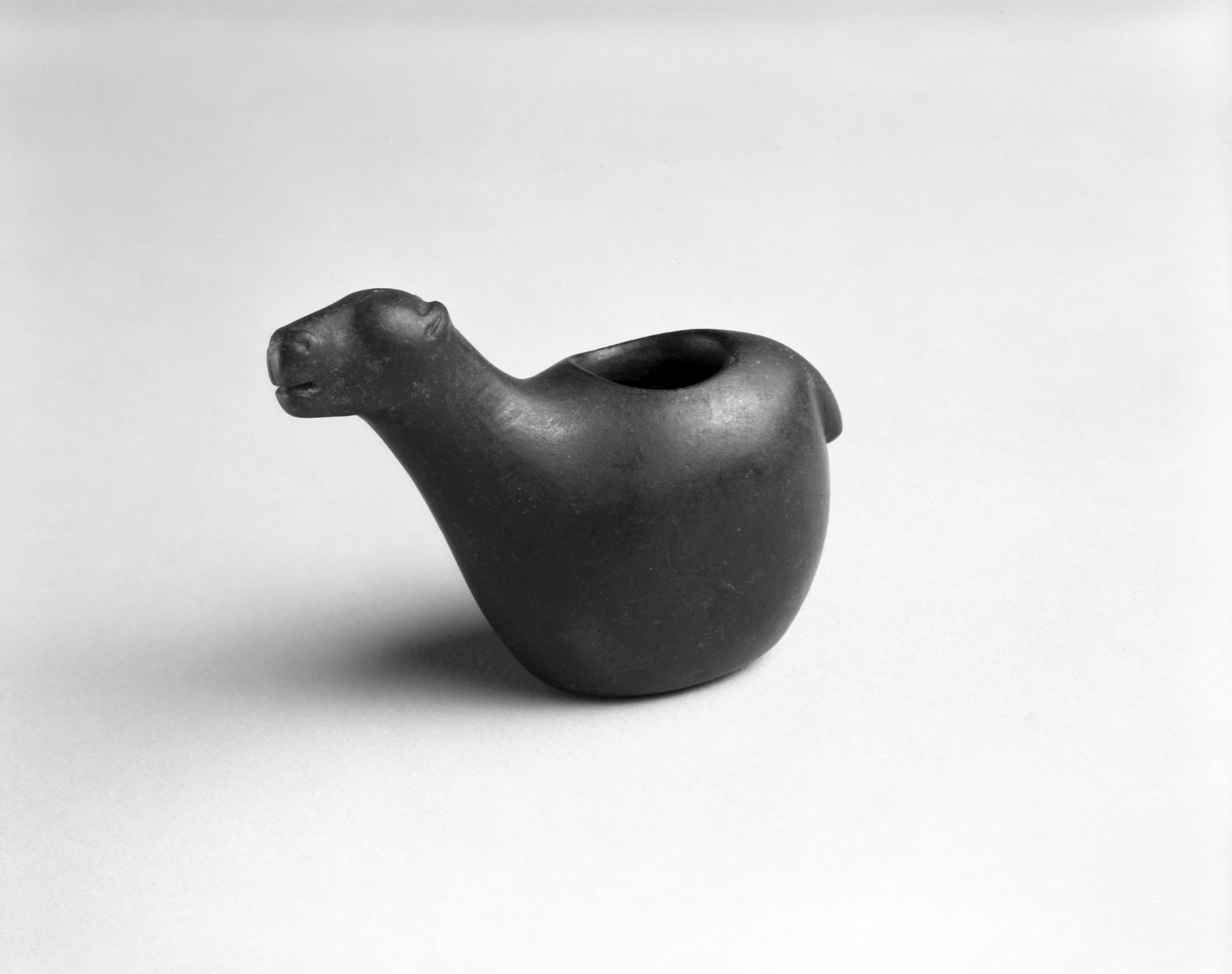
Conopa, 1470–1532, Brooklyn Museum, Pequenas estatuetas de pedra, ou conopas, de lhamas e alpacas eram as efígies rituais mais comuns usadas nas terras altas do Peru e da Bolívia. Esses objetos devocionais eram frequentemente enterrados nos currais dos animais para trazer proteção e prosperidade aos seus donos e fertilidade aos rebanhos. As cavidades cilíndricas em suas costas eram preenchidas com oferendas aos deuses na forma de uma mistura, incluindo gordura animal, folhas de coca, grãos de milho e conchas do mar

A cerâmica era pintada usando a técnica policromada retratando vários motivos, incluindo animais, pássaros, ondas, felinos (populares na cultura chavín) e padrões geométricos encontrados no estilo de cerâmica da cultura nazca. Em uma cultura sem uma linguagem escrita, a cerâmica retratava as cenas básicas da vida cotidiana, incluindo a fundição de metais, relacionamentos e cenas de guerras tribais. Os objetos de cerâmica inca mais distintos são as garrafas de Cusco ou "aryballos". Muitas dessas peças estão expostas em Lima no Museu Arqueológico Rafael Larco Herrera e no Museu Nacional de Arqueologia, Antropologia e História.
Quase todos os trabalhos feitos em ouro e prata pelo Império Inca foi derretido pelos conquistadores e enviado de volta para a Espanha. 

### Comunicação e medicina

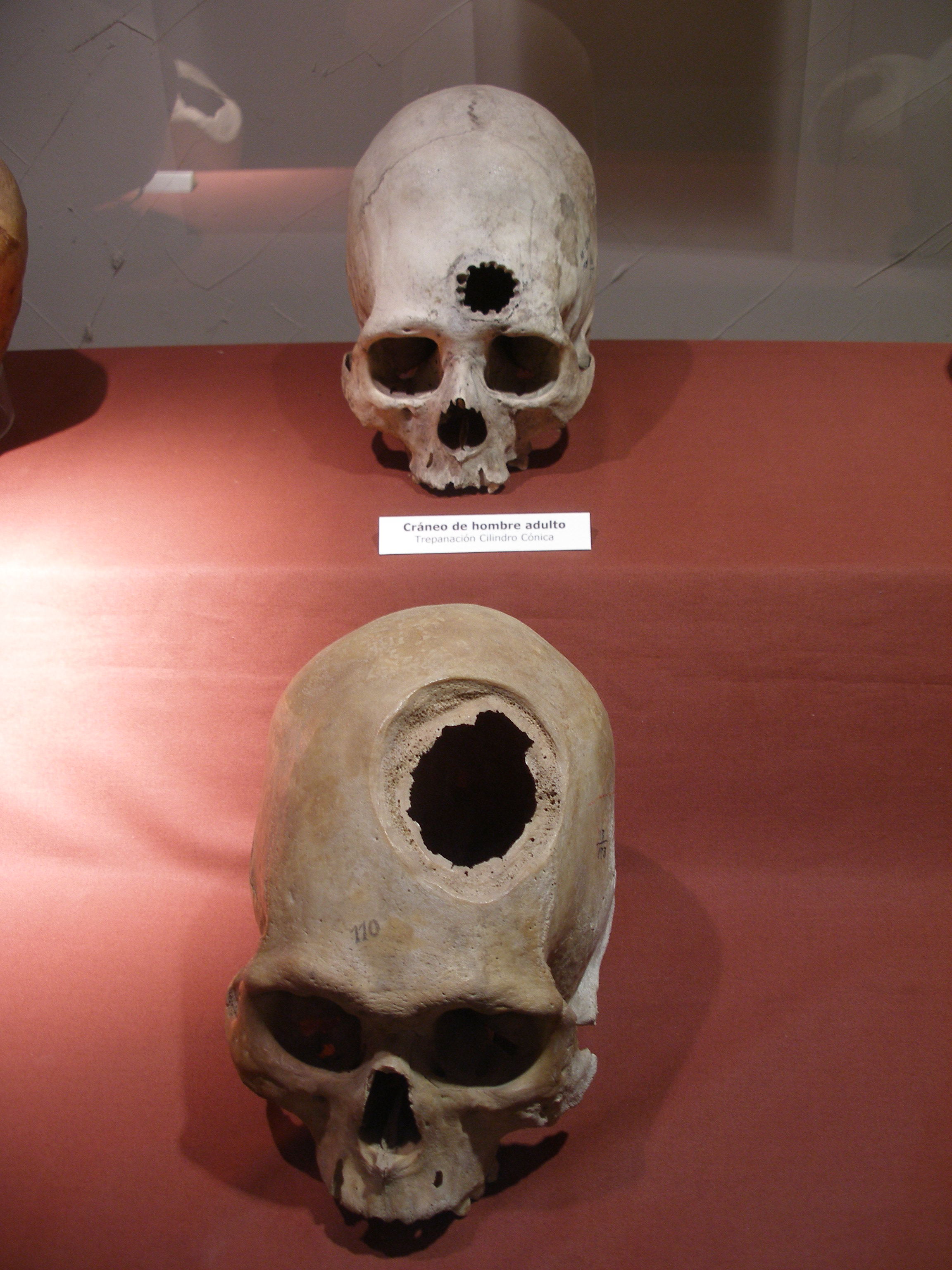
Cirurgia Inca. Observa-se o crescimento do tecido ósseo em volta do corte, indicando a sobrevida do paciente

Os incas registraram informações em montagens de cordas com nós, conhecidas como quipos, embora não possam mais ser decodificadas. Originalmente, pensava-se que os quipos eram usados apenas como dispositivos mnemônicos ou para registrar dados numéricos. Acredita-se que eles também registravam a história e a literatura inca.
Os incas fizeram muitas descobertas na medicina. Eles realizavam trepanações bem-sucedidas, cortando orifícios no crânio para aliviar o acúmulo de fluido e a inflamação causada por ferimentos na cabeça. As taxas de sobrevivência eram de 80-90%, em comparação com cerca de 30% antes dos tempos incas.

### Coca

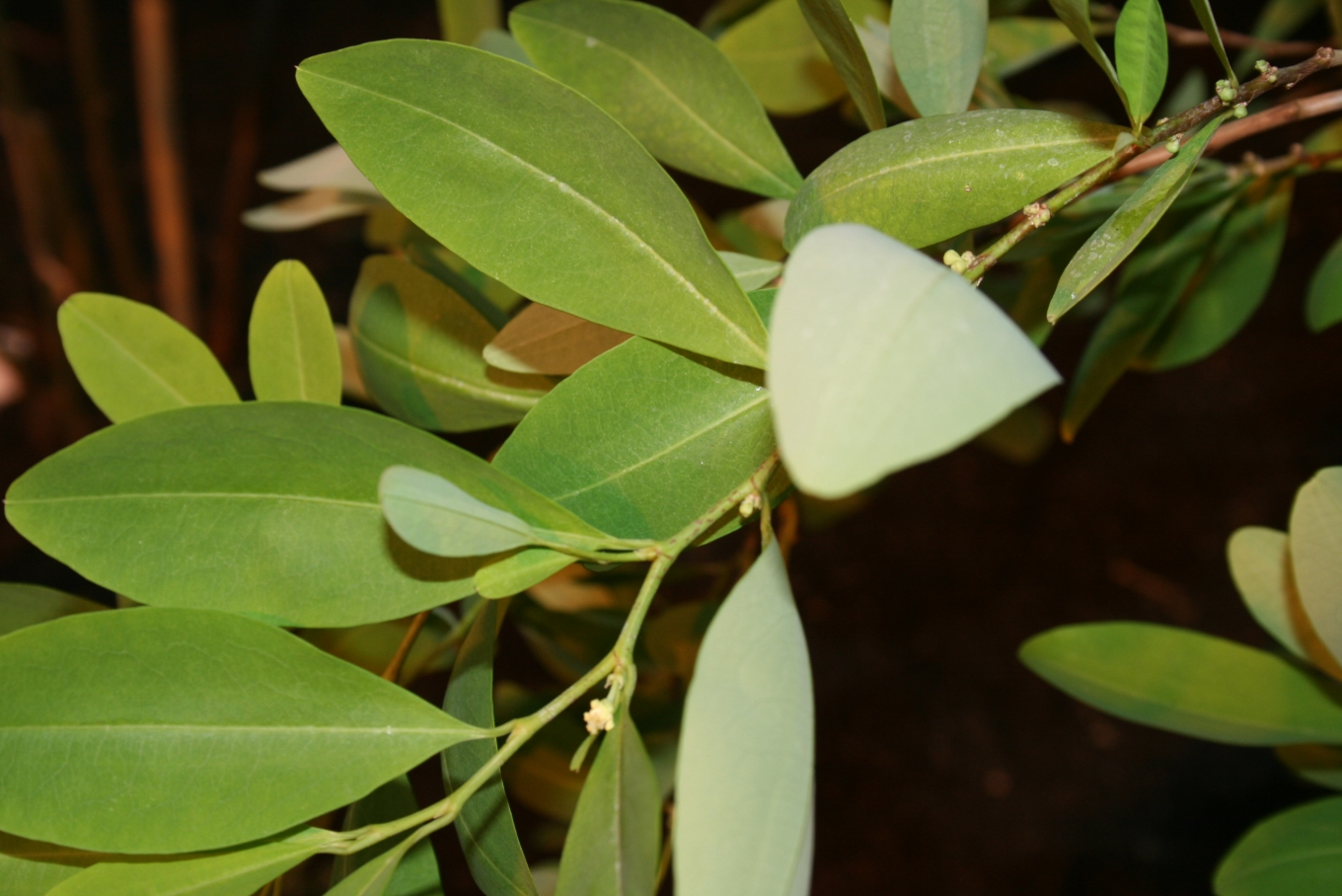
Folhas de coca

Os incas reverenciavam a planta da coca como sagrada/mágica. Suas folhas eram usadas em quantidades moderadas para diminuir a fome e a dor durante o trabalho, mas eram usadas principalmente para fins religiosos e de saúde. Os espanhóis aproveitaram os efeitos da mastigação das folhas de coca. Os chasqui, mensageiros que percorriam o império para entregar mensagens, mascavam folhas de coca para obter energia extra. A folha de coca também era usada como anestésico durante as cirurgias.

### Armas, armaduras e guerra

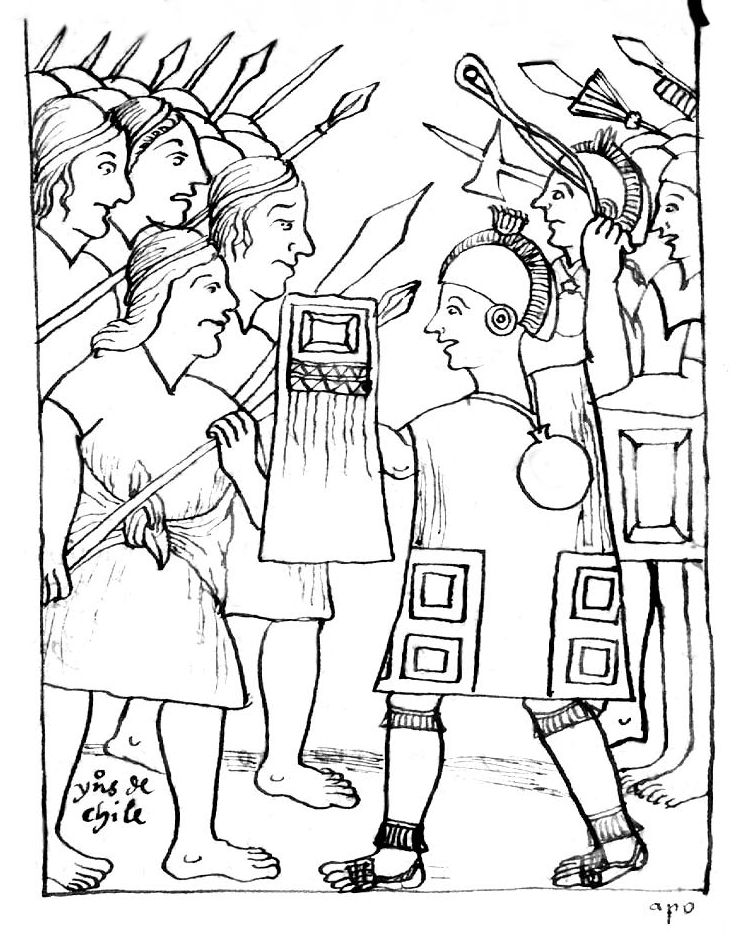
A Batalha do Maule entre os oncas (direita) e os mapuches (esquerda)

O exército inca era o mais poderoso na época, porque qualquer aldeão ou fazendeiro comum podia ser recrutado como soldado como parte do sistema mita de serviço público obrigatório. Todo inca fisicamente apto em idade de lutar tinha que participar da guerra de alguma forma pelo menos uma vez e se preparar para a guerra novamente quando necessário. Quando o império atingiu seu maior tamanho, cada seção do império contribuía para estabelecer um exército para a guerra.
Os incas não tinham ferro ou aço e suas armas não eram muito mais eficazes do que as de seus oponentes, então eles frequentemente derrotavam inimigos pela simples força dos números, ou então persuadindo-os a se renderem de antemão, oferecendo condições generosas. O armamento inca incluía lanças de madeira lançadas através propulsores, flechas, lanças, estilingues, abolas e maças com cabeças em forma de estrela de cobre ou bronze". Jogar pedras colina abaixo sobre o inimigo era uma estratégia comum, aproveitando o terreno montanhoso. A luta às vezes era acompanhada por tambores e trombetas de madeira, concha ou osso. Armadura incluía:
- Capacetes feitos de madeira, cana ou pele de animal, geralmente revestidos de cobre ou bronze; alguns eram adornados com penas;
- Escudos redondos ou quadrados feitos de madeira ou couro;
- Túnicas de pano acolchoadas com algodão e pequenas pranchas de madeira para proteger a coluna;
- Peitorais de metal cerimoniais, de cobre, prata e ouro, foram encontrados em cemitérios, alguns dos quais também podem ter sido usados em batalhas.[107][108]

As estradas permitiam um movimento rápida (a pé) para o exército inca e abrigos chamados tambo e silos de armazenamento chamados qullqas eram construídos a um dia de distância um do outro, para que um exército em campanha pudesse sempre se alimentar e descansar. Isso pode ser visto em nomes de ruínas como Ollantay Tambo ou "Armazém do Meu Senhor". Eles eram montados para que o imperador e sua comitiva sempre tivessem suprimentos (e possivelmente abrigo) prontos durante a viagem.

### Bandeira inca
Crônicas e referências dos séculos XVI e XVII corroboram a ideia de um estandarte. No entanto, ele representava o imperador, não o império.
Francisco López de Jerez escreveu em 1534:
… todos eles vieram distribuídos em seus esquadrões, com suas bandeiras e capitães comandando-os, tão bem ordenados quanto os turcos.
O cronista Bernabé Cobo escreveu:
O estandarte real ou estandarte era uma pequena bandeira quadrada, com dez ou doze palmos ao redor, feita de tecido de algodão ou lã, colocada na ponta de um longo bastão, esticada e rígida de forma que não ondulasse no ar e sobre ela cada rei pintou seus braços e emblemas, para cada um escolher diferentes, embora o sinal dos incas fosse o arco-íris e duas cobras paralelas ao longo da largura com a borda como uma coroa, que cada rei usava para adicionar como emblema ou brasão os preferidos, como um leão, uma águia e outras figuras.

(… el guión o estandarte real era una banderilla cuadrada y pequeña, de diez o doce palmos de ruedo, hecha de lienzo de algodón o de lana, iba puesta en el remate de una asta larga, tendida y tiesa, sin que ondease al aire, y en ella pintaba cada rey sus armas y divisas, porque cada uno las escogía diferentes, aunque las generales de los Incas eran el arco celeste y dos culebras tendidas a lo largo paralelas con la borda que le servía de corona, a las cuales solía añadir por divisa y blasón cada rey las que le parecía, como un león, un águila y otras figuras.)
-Bernabé Cobo, Historia del Nuevo Mundo (1653)
O livro de 1615 de Guaman Poma, El primer nueva corónica y buen gobierno, mostra vários desenhos de bandeiras incas. Em seu livro de 1847, A History of the Conquest of Peru, " William H. Prescott … diz que no exército inca cada companhia tinha sua bandeira particular e que o estandarte imperial, acima de tudo, exibia o brilho do arco-íris, a insígnia armorial dos incas". Um livro de bandeiras do mundo de 1917 diz que o imperador inca "tinha o direito de exibir o padrão real do arco-íris em suas campanhas militares". Nos tempos modernos, a bandeira arco-íris foi erroneamente associada ao Tawantinsuyu e exibida como um símbolo da herança inca por alguns grupos no Peru e na Bolívia. A cidade de Cusco também ostenta a bandeira do arco-íris, mas como uma bandeira oficial da cidade. O presidente peruano Alejandro Toledo (2001–2006) hasteava a bandeira arco-íris no palácio presidencial de Lima. No entanto, de acordo com a historiografia peruana, o Império Inca nunca teve uma bandeira. A historiadora peruana María Rostworowski disse: "Aposto minha vida, os incas nunca tiveram essa bandeira, ela nunca existiu, nenhum cronista a mencionou". Além disso, para o jornal peruano El Comercio, a bandeira data das primeiras décadas do século XX, e até o Congresso da República do Peru determinou que a bandeira é falsa, citando a conclusão da Academia Nacional de História do Peru:
“O uso oficial da erroneamente chamada 'bandeira Tawantinsuyu' é um equívoco. No mundo andino pré-hispânico não existia o conceito de bandeira, ela não pertencia ao seu contexto histórico”. — Academia Nacional de História do Peru

## Adaptações à altitude
Os incas foram capazes de se adaptar à sua vida nas altitudes elevadas por meio de uma aclimatação bem-sucedida, que se caracteriza pelo aumento do suprimento de oxigênio aos tecidos sanguíneos. Para os incas nativos que viviam nas montanhas andinas, isso foi conseguido por meio do desenvolvimento de uma capacidade pulmonar maior e de um aumento na contagem de glóbulos vermelhos, concentração de hemoglobina e leitos capilares.
Em comparação com outros humanos, os incas tinham batimentos cardíacos mais lentos, capacidade pulmonar quase um terço maior, cerca de 2 litros a mais de volume de sangue e o dobro da quantidade de hemoglobina, que transfere oxigênio dos pulmões para o resto do corpo. Embora os conquistadores espanhóis fossem um pouco mais altos, os incas tinham a vantagem de lidar com a altitude extraordinária do ambiente em que viviam.